# Az NSZK az 1972. évi nyári olimpiai játékokon
Az NSZK a Münchenben megrendezett 1972. évi nyári olimpiai játékok házigazda nemzeteként vett részt a versenyeken. Az országot az olimpián 23 sportágban 424 sportoló képviselte, akik összesen 40 érmet szereztek.

## Érmesek
| Érem  | Versenyző | Sportág       | Versenyszám                    |
| ----- | --- | ------------- | ------------------------------ |
| Arany | Bernd Kannenberg | Atlétika      | Férfi 50 km gyaloglás          |
| Arany | Klaus Wolfermann | Atlétika      | Férfi gerelyhajítás            |
| Arany | Hildegard Falck | Atlétika      | Női 800 m                      |
| Arany | Christiane Krause Ingrid Mickler-Becker Annegret Richter Heide Rosendahl | Atlétika      | Női 4 × 100 m váltó            |
| Arany | Ulrike Meyfarth | Atlétika      | Női magasugrás                 |
| Arany | Heide Rosendahl | Atlétika      | Női távolugrás                 |
| Arany | Gerhard Auer Uwe Benter Peter Berger Alois Bierl Hans-Johann Färber | Evezés        | Férfi kormányos négyes         |
| Arany | Nemzeti válogatott Wolfgang Baumgart Horst Dröse Dieter Freise Werner Kaessmann Carsten Keller Detlef Kittstein Ulrich Klaes Peter Kraus Michael Krause Michael Peter Wolfgang Rott Fritz Schmidt Rainer Seifert Wolfgang Strödter Eckart Suhl Eduard Thelen Peter Trump Uli Vos | Gyeplabda     | Férfi                          |
| Arany | Jürgen Colombo Günter Haritz Udo Hempel Günther Schumacher Peter Vonhof | Kerékpározás  | Férfi csapat üldözőverseny     |
| Arany | Liselott Linsenhoff | Lovaglás      | Egyéni díjlovaglás             |
| Arany | Fritz Ligges Hartwig Steenken Gerhard Wiltfang Hans Günter Winkler | Lovaglás      | Csapat díjugratás              |
| Arany | Dieter Kottysch | Ökölvívás     | Nagyváltósúly                  |
| Arany | Konrad Wirnhier | Sportlövészet | Skeet                          |
| Ezüst | Hans Baumgartner | Atlétika      | Férfi távolugrás               |
| Ezüst | Rita Jahn-Wilden | Atlétika      | Női 400 m                      |
| Ezüst | Heide Rosendahl | Atlétika      | Női ötpróba                    |
| Ezüst | Hans-Jürgen Veil | Birkózás      | Kötöttfogás, 57 kg             |
| Ezüst | Klaus Glahn | Cselgáncs     | Férfi nehézsúly                |
| Ezüst | Reinhold Kauder | Kajak-kenu    | Férfi szlalom kenu egyes       |
| Ezüst | Wilhelm Baues Hans-Otto Schumacher | Kajak-kenu    | Férfi szlalom kenu kettes      |
| Ezüst | Gisela Grothaus | Kajak-kenu    | Női szlalom kajak egyes        |
| Ezüst | Liselott Linsenhoff Josef Neckermann Karin Schlüter | Lovaglás      | Csapat díjlovaglás             |
| Ezüst | Rudolf Mang | Súlyemelés    | +110 kg                        |
| Ezüst | Hans Faßnacht Werner Lampe Folkert Meeuw Gerhard Schiller Klaus Steinbach Hans-Günther Vosseler | Úszás         | Férfi 4 × 200 m gyorsváltó     |
| Bronz | Klaus Ehl Jobst Hirscht Karlheinz Klotz Gerhard Wucherer | Atlétika      | Férfi 4 × 100 m váltó          |
| Bronz | Inge Bödding Hildegard Falck Anette Rückes Rita Jahn-Wilden | Atlétika      | Női 4 × 400 m váltó            |
| Bronz | Adolf Seger | Birkózás      | Szabadfogás, 74 kg             |
| Bronz | Paul Barth | Cselgáncs     | Férfi félnehézsúly             |
| Bronz | Joachim Ehrig Peter Funnekötter Franz Held Wolfgang Plottke | Evezés        | Férfi kormányos nélküli négyes |
| Bronz | Detlef Lewe | Kajak-kenu    | Férfi kenu egyes 1000 m        |
| Bronz | Magdalena Wunderlich | Kajak-kenu    | Női szlalom kajak egyes        |
| Bronz | Hans Lutz | Kerékpározás  | Férfi egyéni üldözőverseny     |
| Bronz | Josef Neckermann | Lovaglás      | Egyéni díjlovaglás             |
| Bronz | Ludwig Gössing Horst Karsten Harry Klugmann Karl Schultz | Lovaglás      | Csapat lovastusa               |
| Bronz | Peter Hussing | Ökölvívás     | Nehézsúly                      |
| Bronz | Werner Lampe | Úszás         | Férfi 200 m gyors              |
| Bronz | Gudrun Beckmann Heidemarie Reineck Angela Steinbach Jutta Weber | Úszás         | Női 4 × 100 m gyorsváltó       |
| Bronz | Gudrun Beckmann Vreni Eberle Annegret Kober Edeltraud Koch Silke Pielen Heidemarie Reineck Jutta Weber | Úszás         | Női 4 × 100 m vegyes váltó     |
| Bronz | Wilhelm Kuhweide Karsten Meyer | Vitorlázás    | Csillaghajó                    |
| Bronz | Ullrich Libor Peter Naumann | Vitorlázás    | Repülő hollandi                |

## Atlétika
Férfi
| Versenyző                                                      | Versenyszám     | Előfutam      | Előfutam      | Előfutam      | Negyeddöntő | Negyeddöntő | Negyeddöntő | Elődöntő      | Elődöntő      | Elődöntő      | Döntő         | Döntő         |
| Versenyző                                                      | Versenyszám     | Idő           | Hely.         | Össz.         | Idő         | Hely.       | Össz.       | Idő           | Hely.         | Össz.         | Idő           | Helyezés      |
| -------------------------------------------------------------- | --------------- | ------------- | ------------- | ------------- | ----------- | ----------- | ----------- | ------------- | ------------- | ------------- | ------------- | ------------- |
| Klaus Ehl                                                      | 100 m           | 10,67         | 3.            | 42.*          | 10,44       | 5.          | 14.**       | kiesett       | kiesett       | kiesett       | kiesett       | kiesett       |
| Jobst Hirscht                                                  | 100 m           | 10,36         | 2.            | 5.            | 10,25       | 1.          | 5.          | 10,36         | 3.            | 6.            | 10,40         | 6.            |
| Gerhard Wucherer                                               | 100 m           | 10,82         | 4.            | 60.           | kiesett     | kiesett     | kiesett     | kiesett       | kiesett       | kiesett       | kiesett       | kiesett       |
| Martin Jellinghaus                                             | 200 m           | 21,10         | 2.            | 22.*          | 20,70       | 2.          | 12.         | 20,75         | 4.            | 5.            | 20,65         | 7.            |
| Manfred Ommer                                                  | 200 m           | 20,80         | 1.            | 8.*           | 20,53       | 2.          | 5.          | 21,08         | 6.            | 11.           | kiesett       | kiesett       |
| Karl Honz                                                      | 400 m           | 46,77         | 4.            | 31.           | 45,87       | 1.          | 4.          | 45,32         | 2.            | 3.            | 45,68         | 7.            |
| Georg Nückles                                                  | 400 m           | 46,64         | 1.            | 27.           | 46,30       | 3.          | 17.         | 46,28         | 7.            | 13.           | kiesett       | kiesett       |
| Horst-Rüdiger Schlöske                                         | 400 m           | 45,27         | 1.            | 3.            | 45,41       | 1.          | 1.          | 45,62         | 2.            | 6.            | 45,31         | 5.            |
| Walter Adams                                                   | 800 m           | nem ért célba | nem ért célba | nem ért célba |             |             |             | kiesett       | kiesett       | kiesett       | kiesett       | kiesett       |
| Franz-Josef Kemper                                             | 800 m           | 1:47,34       | 1.            | 5.            |             |             |             | 1:48,8        | 2.            | 11.*          | 1:46,50       | 4.            |
| Josef Schmid                                                   | 800 m           | 1:47,75       | 3.            | 14.           |             |             |             | 1:48,8        | 4.            | 11.*          | kiesett       | kiesett       |
| Bodo Tümmler                                                   | 1500 m          | 3:44,5        | 3.            | 37.           |             |             |             | 3:50,0        | 10.           | 29.           | kiesett       | kiesett       |
| Paul-Heinz Wellmann                                            | 1500 m          | 3:41,8        | 2.            | 17.           |             |             |             | 3:38,42       | 4.            | 4.            | 3:40,08       | 7.            |
| Thomas Wessinghage                                             | 1500 m          | 3:40,56       | 1.            | 5.            |             |             |             | 3:43,4        | 7.            | 21.           | kiesett       | kiesett       |
| Jürgen May                                                     | 5000 m          | 14:06,6       | 9.            | 40.           |             |             |             |               |               |               | kiesett       | kiesett       |
| Harald Norpoth                                                 | 5000 m          | 13:33,4       | 3.            | 5.            |             |             |             |               |               |               | 13:32,58      | 6.            |
| Wolfgang Riesinger                                             | 5000 m          | 14:15,2       | 9.            | 45.           |             |             |             |               |               |               | kiesett       | kiesett       |
| Manfred Letzerich                                              | 10 000 m        | 29:37,8       | 14.           | 38.           |             |             |             |               |               |               | kiesett       | kiesett       |
| Günter Mielke                                                  | 10 000 m        | nem ért célba | nem ért célba | nem ért célba |             |             |             |               |               |               | kiesett       | kiesett       |
| Eckart Berkes                                                  | 110 m gát       | 14,14         | 4.            | 19.           |             |             |             | kiesett       | kiesett       | kiesett       | kiesett       | kiesett       |
| Günther Nickel                                                 | 110 m gát       | 13,95         | 3.            | 7.*           |             |             |             | 14,23         | 6.            | 12.           | kiesett       | kiesett       |
| Manfred Schumann                                               | 110 m gát       | 14,13         | 5.            | 17.*          |             |             |             | kiesett       | kiesett       | kiesett       | kiesett       | kiesett       |
| Dieter Büttner                                                 | 400 m gát       | 49,78         | 1.            | 3.            |             |             |             | nem ért célba | nem ért célba | nem ért célba | kiesett       | kiesett       |
| Rainer Schubert                                                | 400 m gát       | 50,23         | 3.            | 12.           |             |             |             | 49,80         | 4.            | 7.            | 49,65         | 5.            |
| Rolf Ziegler                                                   | 400 m gát       | 50,17         | 3.            | 9.            |             |             |             | 49,88         | 5.            | 8.            | kiesett       | kiesett       |
| Willi Maier                                                    | 3000 m akadály  | 8:37,6        | 4.            | 22.           |             |             |             |               |               |               | kiesett       | kiesett       |
| Hans-Dieter Schulten                                           | 3000 m akadály  | 8:39,8        | 6.            | 25.           |             |             |             |               |               |               | kiesett       | kiesett       |
| Willi Wagner                                                   | 3000 m akadály  | 8:34,0        | 6.            | 16.           |             |             |             |               |               |               | kiesett       | kiesett       |
| Paul Angenvoorth                                               | Maraton         |               |               |               |             |             |             |               |               |               | 2:20:19       | 16.           |
| Lutz Philipp                                                   | Maraton         |               |               |               |             |             |             |               |               |               | 2:24:25       | 32.           |
| Manfred Steffny                                                | Maraton         |               |               |               |             |             |             |               |               |               | 2:24:25       | 31.           |
| Heinz Mayr                                                     | 20 km gyaloglás |               |               |               |             |             |             |               |               |               | 1:33:13       | 13.           |
| Wilfried Wesch                                                 | 20 km gyaloglás |               |               |               |             |             |             |               |               |               | 1:35:20       | 16.           |
| Bernd Kannenberg                                               | 20 km gyaloglás |               |               |               |             |             |             |               |               |               | nem ért célba | nem ért célba |
| Bernd Kannenberg                                               | 50 km gyaloglás |               |               |               |             |             |             |               |               |               | 3:56:11       |               |
| Horst-Rüdiger Magnor                                           | 50 km gyaloglás |               |               |               |             |             |             |               |               |               | 4:21:53       | 16.           |
| Gerhard Weidner                                                | 50 km gyaloglás |               |               |               |             |             |             |               |               |               | 4:06:26       | 6.            |
| Jobst Hirscht Karlheinz Klotz Gerhard Wucherer Klaus Ehl       | 4 × 100 m váltó | 39,17         | 2.            | 5.            |             |             |             | 38,86         | 2.            | 2.            | 38,79         |               |
| Bernd Herrmann Horst-Rüdiger Schlöske Hermann Köhler Karl Honz | 4 × 400 m váltó | 3:03,27       | 1.            | 7.            |             |             |             |               |               |               | 3:00,88       | 4.            |

| Versenyző            | Versenyszám   | Selejtező | Selejtező | Döntő    | Döntő    |
| Versenyző            | Versenyszám   | Eredmény  | Helyezés  | Eredmény | Helyezés |
| -------------------- | ------------- | --------- | --------- | -------- | -------- |
| Hermann Magerl       | Magasugrás    | 215 cm    | 12.       | 218 cm   | 4.       |
| Ingomar Sieghart     | Magasugrás    | 212 cm    | 24.       | kiesett  | kiesett  |
| Reinhard Kuretzky    | Rúdugrás      | 510 cm    | 5.        | 530 cm   | 4.       |
| Volker Ohl           | Rúdugrás      | 510 cm    | 9.        | 520 cm   | 6.       |
| Hans Baumgartner     | Távolugrás    | 798 cm    | 6.        | 818 cm   |          |
| Andreas Gloerfeld    | Távolugrás    | 760 cm    | 22.       | kiesett  | kiesett  |
| Sepp Schwarz         | Távolugrás    | 763 cm    | 19.       | kiesett  | kiesett  |
| Heinfried Birlenbach | Súlylökés     | 20,10 m   | 3.        | 20,37 m  | 7.       |
| Traugott Glöckler    | Súlylökés     | 19,11 m   | 16.       | 18,85 m  | 18.      |
| Ralf Reichenbach     | Súlylökés     | 19,14 m   | 15.       | 19,48 m  | 13.      |
| Klaus-Peter Hennig   | Diszkoszvetés | 58,64 m   | 15.       | kiesett  | kiesett  |
| Hein-Direck Neu      | Diszkoszvetés | 58,10 m   | 17.       | kiesett  | kiesett  |
| Dirk Wippermann      | Diszkoszvetés | 58,10 m   | 16.       | kiesett  | kiesett  |
| Uwe Beyer            | Kalapácsvetés | 67,04 m   | 15.       | 71,52 m  | 4.       |
| Edwin Klein          | Kalapácsvetés | 67,14 m   | 14.       | 71,14 m  | 7.       |
| Karl-Hans Riehm      | Kalapácsvetés | 67,64 m   | 10.       | 70,12 m  | 10.      |
| Günter Glasauer      | Gerelyhajítás | 73,12 m   | 18.       | kiesett  | kiesett  |
| Klaus Wolfermann     | Gerelyhajítás | 86,22 m   | 1.        | 90,48 m  |          |

| Versenyző          | Versenyszám | 100 m | 100 m | Távolugrás | Távolugrás | Súlylökés | Súlylökés | Magasugrás       | Magasugrás       | 400 m            | 400 m            | 110 m gát     | 110 m gát     | Diszkoszvetés | Diszkoszvetés | Rúdugrás      | Rúdugrás      | Gerelyhajítás | Gerelyhajítás | 1500 m        | 1500 m        | Végeredmény   | Végeredmény   |
| Versenyző          | Versenyszám | Idő   | Pont  | Eredmény   | Pont       | Eredmény  | Pont      | Eredmény         | Pont             | Idő              | Pont             | Idő           | Pont          | Eredmény      | Pont          | Eredmény      | Pont          | Eredmény      | Pont          | Idő           | Pont          | Pont          | Helyezés      |
| ------------------ | ----------- | ----- | ----- | ---------- | ---------- | --------- | --------- | ---------------- | ---------------- | ---------------- | ---------------- | ------------- | ------------- | ------------- | ------------- | ------------- | ------------- | ------------- | ------------- | ------------- | ------------- | ------------- | ------------- |
| Horst Beyer        | Tízpróba    | 11,64 | 657   | 651 cm     | 717        | 14,42 m   | 754       | nem állt rajthoz | nem állt rajthoz | nem ért célba    | nem ért célba    | nem ért célba | nem ért célba | nem ért célba | nem ért célba | nem ért célba | nem ért célba | nem ért célba | nem ért célba | nem ért célba | nem ért célba | nem ért célba | nem ért célba |
| Hans-Joachim Perk  | Tízpróba    | 11,34 | 724   | 682 cm     | 782        | 13,34 m   | 686       | nem állt rajthoz | nem állt rajthoz | nem ért célba    | nem ért célba    | nem ért célba | nem ért célba | nem ért célba | nem ért célba | nem ért célba | nem ért célba | nem ért célba | nem ért célba | nem ért célba | nem ért célba | nem ért célba | nem ért célba |
| Hans-Joachim Walde | Tízpróba    | 11,11 | 778   | 716 cm     | 853        | 14,57 m   | 763       | 192 cm           | 788              | nem állt rajthoz | nem állt rajthoz | nem ért célba | nem ért célba | nem ért célba | nem ért célba | nem ért célba | nem ért célba | nem ért célba | nem ért célba | nem ért célba | nem ért célba | nem ért célba | nem ért célba |

Női
| Versenyző                                                                | Versenyszám     | Előfutam | Előfutam | Előfutam | Negyeddöntő | Negyeddöntő | Negyeddöntő | Elődöntő      | Elődöntő      | Elődöntő      | Döntő            | Döntő            |
| Versenyző                                                                | Versenyszám     | Idő      | Hely.    | Össz.    | Idő         | Hely.       | Össz.       | Idő           | Hely.         | Össz.         | Idő              | Helyezés         |
| ------------------------------------------------------------------------ | --------------- | -------- | -------- | -------- | ----------- | ----------- | ----------- | ------------- | ------------- | ------------- | ---------------- | ---------------- |
| Ingrid Mickler-Becker                                                    | 100 m           | 11,55    | 3.       | 19.*     | 11,52       | 3.*         | 17.*        | 11,53         | 7.            | 12.           | kiesett          | kiesett          |
| Annegret Richter                                                         | 100 m           | 11,30    | 2.       | 2.       | 11,33       | 1.          | 5.          | 11,39         | 3.            | 5.            | 11,38            | 5.               |
| Elfgard Schittenhelm                                                     | 100 m           | 11,32    | 1.       | 4.       | 11,42       | 2.          | 7.          | 11,49         | 5.            | 8.**          | kiesett          | kiesett          |
| Christiane Krause                                                        | 200 m           | 23,51    | 2.       | 7.*      | 23,22       | 4.          | 7.**        | 23,17         | 5.            | 7.            | kiesett          | kiesett          |
| Annegret Kroniger                                                        | 200 m           | 23,37    | 1.       | 3.*      | 23,14       | 2.          | 5.          | 23,03         | 2.            | 5.            | 22,89            | 5.*              |
| Christel Frese                                                           | 400 m           | 52,89    | 1.       | 13.      | 53,01       | 4.          | 19.*        | nem ért célba | nem ért célba | nem ért célba | kiesett          | kiesett          |
| Anette Rückes                                                            | 400 m           | 53,92    | 5.       | 31.      | 53,22       | 7.          | 21.         | kiesett       | kiesett       | kiesett       | kiesett          | kiesett          |
| Rita Jahn-Wilden                                                         | 400 m           | 51,97    | 2.       | 2.       | 51,91       | 2.          | 2.          | 51,76         | 2.            | 4.            | 51,21            |                  |
| Gisela Ellenberger                                                       | 800 m           | 2:01,92  | 4.       | 9.       |             |             |             | 2:02,97       | 7.            | 12.           | kiesett          | kiesett          |
| Hildegard Falck                                                          | 800 m           | 2:01,52  | 1.       | 5.       |             |             |             | 2:01,41       | 1.            | 4.            | 1:58,55          |                  |
| Sylvia Schenk                                                            | 800 m           | 2:02,22  | 3.       | 10.      |             |             |             | 2:01,50       | 5.            | 6.            | kiesett          | kiesett          |
| Christa Merten                                                           | 1500 m          | 4:12,60  | 6.       | 13.      |             |             |             | kiesett       | kiesett       | kiesett       | kiesett          | kiesett          |
| Gerda Ranz                                                               | 1500 m          | 4:18,60  | 8.       | 27.      |             |             |             | kiesett       | kiesett       | kiesett       | kiesett          | kiesett          |
| Ellen Tittel-Wellmann                                                    | 1500 m          | 4:12,12  | 1.       | 12.      |             |             |             | 4:06,65       | 3.            | 3.            | nem állt rajthoz | nem állt rajthoz |
| Margit Bach                                                              | 100 m gát       | 13,46    | 3.       | 13.      |             |             |             | 13,31         | 6.            | 11.           | kiesett          | kiesett          |
| Heidi Schüller                                                           | 100 m gát       | 13,50    | 4.       | 14.      |             |             |             | 13,33         | 6.            | 12.           | kiesett          | kiesett          |
| Christiane Krause Ingrid Mickler-Becker Annegret Richter Heide Rosendahl | 4 × 100 m váltó | 42,97    | 2.       | 2.       |             |             |             |               |               |               | 42,81            |                  |
| Anette Rückes Inge Bödding Hildegard Falck Rita Jahn-Wilden              | 4 × 400 m váltó | 3:29,32  | 1.       | 3.       |             |             |             |               |               |               | 3:26,51          |                  |

| Versenyző             | Versenyszám   | Selejtező                | Selejtező                | Döntő    | Döntő    |
| Versenyző             | Versenyszám   | Eredmény                 | Helyezés                 | Eredmény | Helyezés |
| --------------------- | ------------- | ------------------------ | ------------------------ | -------- | -------- |
| Renate Gärtner        | Magasugrás    | 176 cm                   | 6.***                    | 182 cm   | 14.      |
| Ulrike Meyfarth       | Magasugrás    | 176 cm                   | 6.***                    | 192 cm   |          |
| Ellen Mundinger       | Magasugrás    | 176 cm                   | 6.***                    | 182 cm   | 10.      |
| Ingrid Mickler-Becker | Távolugrás    | érvényes kísérlet nélkül | érvényes kísérlet nélkül | kiesett  | kiesett  |
| Heide Rosendahl       | Távolugrás    | 662 cm                   | 2.                       | 678 cm   |          |
| Heidi Schüller        | Távolugrás    | 632 cm                   | 10.                      | 651 cm   | 5.       |
| Brigitte Berendonk    | Diszkoszvetés | 56,90 m                  | 7.                       | 56,58 m  | 11.      |
| Liesel Westermann     | Diszkoszvetés | 58,26 m                  | 5.                       | 62,18 m  | 5.       |
| Anneliese Gerhards    | Gerelyhajítás | 55,24 m                  | 9.                       | 55,84 m  | 9.       |
| Amelie Koloska        | Gerelyhajítás | 48,42 m                  | 18.                      | kiesett  | kiesett  |

| Versenyző       | Versenyszám | 100 m gát | 100 m gát | Súlylökés | Súlylökés | Magasugrás | Magasugrás | Távolugrás | Távolugrás | 200 m | 200 m | Végeredmény | Végeredmény |
| Versenyző       | Versenyszám | Idő       | Pont      | Eredmény  | Pont      | Eredmény   | Pont       | Eredmény   | Pont       | Idő   | Pont  | Pont        | Helyezés    |
| --------------- | ----------- | --------- | --------- | --------- | --------- | ---------- | ---------- | ---------- | ---------- | ----- | ----- | ----------- | ----------- |
| Margot Eppinger | Ötpróba     | 14,12     | 851       | 12,70 m   | 762       | 160 cm     | 834        | 618 cm     | 945        | 24,18 | 921   | 4313        | 12.         |
| Karen Mack      | Ötpróba     | 14,45     | 811       | 14,10 m   | 844       | 176 cm     | 993        | 611 cm     | 930        | 24,72 | 871   | 4449        | 7.          |
| Heide Rosendahl | Ötpróba     | 13,34     | 953       | 13,86 m   | 830       | 165 cm     | 885        | 683 cm     | 1082       | 22,96 | 1041  | 4791        |             |

* - egy másik versenyzővel azonos időt ért el

** - két másik versenyzővel azonos időt ért el

*** - nyolc másik versenyzővel azonos eredményt ért el

## Birkózás
Kötöttfogású
| Versenyző           | Versenyszám | 1. forduló                           | 2. forduló                           | 3. forduló                            | 4. forduló                            | 5. forduló                    | 6. forduló                     | 7. forduló                | Döntő                                                                                         | Helyezés    |
| Versenyző           | Versenyszám | Ellenfél Eredmény                    | Ellenfél Eredmény                    | Ellenfél Eredmény                     | Ellenfél Eredmény                     | Ellenfél Eredmény             | Ellenfél Eredmény              | Ellenfél Eredmény         | Ellenfél Eredmény                                                                             | Helyezés    |
| ------------------- | ----------- | ------------------------------------ | ------------------------------------ | ------------------------------------- | ------------------------------------- | ----------------------------- | ------------------------------ | ------------------------- | --------------------------------------------------------------------------------------------- | ----------- |
| Günter Maas         | 48 kg       | Isida Kazuharu (JPN) · 3.5-0.5       | erőnyerő                             | Rahin Aliabadi (IRI) · 3-1            | kiesett                               | kiesett                       |                                |                           | kiesett                                                                                       | helyezetlen |
| Fritz Huber         | 52 kg       | Trond Martiniussen (NOR) · kétvállas | Gheorghe Stoiciu (ROU) · 3-1         | Doncsecz József (HUN) · 3-1           | kiesett                               | kiesett                       |                                |                           | kiesett                                                                                       | helyezetlen |
| Hans-Jürgen Veil    | 57 kg       | Juan Velarde (PER) · kétvállas       | Eduardo Maggiolo (ARG) · kétvállas   | Luís Grilo (POR) · kétvállas          | Per Lindholm (SWE) · kétvállas        | Varga János (HUN) · kétvállas | Khristo Traykov (BUL) · 3-1    | Risto Björlin (FIN) · 1-3 | 1. mérkőzés · Rusztam Kazakov (URS) · kétvállas · Hozott eredmény · Risto Björlin (FIN) · 1-3 |             |
| Manfred Schöndorfer | 68 kg       | Sreten Damjanović (YUG) · 2.5-2.5    | Tage Juhl Weirum (DEN) · kétvállas   | Djan-Aka Djan (AFG) · kétvállas       | Steer Antal (HUN) · 2-2               | erőnyerő                      | Sztojan Aposztolov (BUL) · 3-1 |                           | kiesett                                                                                       | 4.          |
| Werner Schröter     | 74 kg       | Stanisław Krzesiński (POL) · 2-2     | Hegedűs Miklós (HUN) · 2-2           | Ivan Kolev (BUL) · 1-3                | Momir Kecman (YUG) · 2.5-2.5          | kiesett                       |                                |                           | kiesett                                                                                       | helyezetlen |
| Reinhold Hucker     | 82 kg       | Jan Kårström (SWE) · 3-1             | Anatolij Nazarenko (URS) · kétvállas | kiesett                               | kiesett                               | kiesett                       |                                |                           | kiesett                                                                                       | helyezetlen |
| Günter Kowalewski   | 90 kg       | Håkon Øverby (NOR) · kétvállas       | Wayne Baughman (USA) · kétvállas     | Valerij Rezancev (URS) · visszalépett | kiesett                               | kiesett                       |                                |                           | kiesett                                                                                       | helyezetlen |
| Lorenz Hecher       | 100 kg      | Andrzej Skrzydlewski (POL) · 3-1     | Kiss Ferenc (HUN) · kizárták         | kiesett                               | kiesett                               | kiesett                       |                                |                           | kiesett                                                                                       | helyezetlen |
| Wilfried Dietrich   | +100 kg     | Christopher Taylor (USA) · kétvállas | Raimo Karlsson (FIN) · kétvállas     | Victor Dolipschi (ROU) · kétvállas    | Anatolij Roscsin (URS) · visszalépett |                               |                                |                           | kiesett                                                                                       | helyezetlen |

Szabadfogású
| Versenyző            | Versenyszám | 1. forduló                           | 2. forduló                          | 3. forduló                            | 4. forduló                     | 5. forduló                         | 6. forduló               | Döntő                                                                              | Helyezés    |
| Versenyző            | Versenyszám | Ellenfél Eredmény                    | Ellenfél Eredmény                   | Ellenfél Eredmény                     | Ellenfél Eredmény              | Ellenfél Eredmény                  | Ellenfél Eredmény        | Ellenfél Eredmény                                                                  | Helyezés    |
| -------------------- | ----------- | ------------------------------------ | ----------------------------------- | ------------------------------------- | ------------------------------ | ---------------------------------- | ------------------------ | ---------------------------------------------------------------------------------- | ----------- |
| Rolf Lacour          | 48 kg       | Bazarragchaagiin Jamsran (MGL) · 1-3 | Sergio Gonzalez (USA) · 2-2         | Ion Arapu (ROU) · kétvállas           | kiesett                        |                                    |                          | kiesett                                                                            | helyezetlen |
| Mario Sabatini       | 52 kg       | Florentino Martínez (MEX) · 3-1      | Gál Henrik (HUN) · kétvállas        | kiesett                               | kiesett                        | kiesett                            | kiesett                  | kiesett                                                                            | helyezetlen |
| Gerhard Weisenberger | 62 kg       | José Ramos (CUB) · 3-1               | Stanislav Tůma (TCH) · 1-3          | Ahmad Djan (AFG) · 1-3                | Joseph Burge (GUA) · 3-1       | kiesett                            | kiesett                  | kiesett                                                                            | helyezetlen |
| Klaus Rost           | 68 kg       | Ronald Ouellet (CAN) · kétvállas     | Dan Gable (USA) · 3.5-0.5           | Vada Kikuo (JPN) · 3.5-0.5            | kiesett                        | kiesett                            |                          | kiesett                                                                            | helyezetlen |
| Adolf Seger          | 74 kg       | Alfred Wurr (CAN) · kétvállas        | Francisco Lebeque (CUB) · kétvállas | Yury Gusov (URS) · 1-3                | Urbanovics Miklós (HUN) · 1-3  | Manszur Barzegar (IRI) · kétvállas | Jan Karlsson (SWE) · 3-1 | 2. mérkőzés · Wayne Wells (USA) · 3-1 · Hozott eredmény · Jan Karlsson (SWE) · 3-1 |             |
| Peter Neumair        | 82 kg       | Constant Bens (BEL) · kétvállas      | John Peterson (USA) · 3-1           | Richard Barraclough (GBR) · kétvállas | Jan Wypiorczyk (POL) · 1-3     | Levan Tediasvili (URS) · 3-1       | kiesett                  | kiesett                                                                            | 6.          |
| Ernst Knoll          | 90 kg       | erőnyerő                             | Bajkó Károly (HUN) · 3-1            | Reza Khorrami (IRI) · 3-1             | kiesett                        | kiesett                            | kiesett                  | kiesett                                                                            | helyezetlen |
| Alfons Hecher        | 100 kg      | Khorloogiin Bayanmönkh (MGL) · 3-1   | Henk Schenk (USA) · 1-3             | Csatári József (HUN) · 3-1            | kiesett                        | kiesett                            |                          | kiesett                                                                            | helyezetlen |
| Wilfried Dietrich    | +100 kg     | Maróthy István (HUN) · kétvállas     | Oldřich Vlasák (TCH) · kétvállas    | Alekszandr Medvegy (URS) · 3-1        | Christopher Taylor (USA) · 3-1 | kiesett                            |                          | kiesett                                                                            | 5.          |

## Cselgáncs
| Versenyző           | Versenyszám  | Csoport | Selejtező         | 1. forduló                    | 2. forduló                   | 3. forduló                    | 4. forduló                  | Vigaszág 1. forduló      | Vigaszág 2. forduló       | Vigaszág 3. forduló        | Elődöntő                   | Döntő               | Helyezés |
| Versenyző           | Versenyszám  | Csoport | Ellenfél Eredmény | Ellenfél Eredmény             | Ellenfél Eredmény            | Ellenfél Eredmény             | Ellenfél Eredmény           | Ellenfél Eredmény        | Ellenfél Eredmény         | Ellenfél Eredmény          | Ellenfél Eredmény          | Ellenfél Eredmény   | Helyezés |
| ------------------- | ------------ | ------- | ----------------- | ----------------------------- | ---------------------------- | ----------------------------- | --------------------------- | ------------------------ | ------------------------- | -------------------------- | -------------------------- | ------------------- | -------- |
| Wolfram Koppen      | Könnyűsúly   | A       |                   | Giuseppe Tommasi (ITA) · GY   | Roberto Pacheco (PUR) · GY   | Karl-Heinz Werner (GDR) · GY  | Kavagucsi Takao (JPN) · V   |                          |                           | Bakhvain Buyadaa (MGL) · V | kiesett                    | kiesett             | 5.       |
| Engelbert Dörbrandt | Váltósúly    | A       |                   | Patrick Burris (USA) · GY     | António Roquete (POR) · GY   | Dietmar Hötger (GDR) · V      |                             |                          | Reto Zinsli (SUI) · GY    | Anatolij Novikov (URS) · V | kiesett                    | kiesett             | 5.       |
| Gerd Egger          | Középsúly    | A       | erőnyerő          | Luis Arredondo (MEX) · GY     | Brian Jacks (GBR) · V        |                               |                             | Simo Akrenius (FIN) · GY | Jean-Paul Coche (FRA) · V | kiesett                    | kiesett                    | kiesett             | 7.       |
| Paul Barth          | Félnehézsúly | B       |                   | Helmut Howiller (GDR) · GY    | Włodzimierz Lewin (POL) · GY | Terry Farnsworth (CAN) · GY   | Chiaki Ishii (BRA) · GY     |                          |                           |                            | Sota Csocsisvili (URS) · V | kiesett             |          |
| Klaus Glahn         | Nehézsúly    | B       |                   | Tommy Andrianatvoo (MAD) · GY | Santiago Ojeda (ESP) · GY    | Klaus Hennig (GDR) · GY       | Wim Ruska (NED) · V         |                          |                           | Douglas Nelson (USA) · GY  | Givi Onasvili (URS) · GY   | Wim Ruska (NED) · V |          |
| Klaus Glahn         | Nyílt        | B       |                   | Pierre Smets (BEL) · GY       | Petrovszky Mihály (HUN) · GY | Sinomaki Maszatosi (JPN) · GY | Vitalij Kuznyecov (URS) · V |                          |                           | Wim Ruska (NED) · V        | kiesett                    | kiesett             | 5.       |

## Evezés
| Versenyző | Versenyszám              | Előfutam | Előfutam | Vigaszág | Vigaszág | Elődöntő | Elődöntő | Döntő | Döntő   | Döntő | Helyezés |
| Versenyző | Versenyszám              | Idő      | Hely.    | Idő      | Hely.    | Idő      | Hely.    | Típus | Idő     | Hely. | Helyezés |
| --- | ------------------------ | -------- | -------- | -------- | -------- | -------- | -------- | ----- | ------- | ----- | -------- |
| Udo Hild | Egypárevezős             | 7:48,12  | 2.       | 7:48,11  | 1.       | 8:26,37  | 3.       | A     | 7:20,81 | 4.    | 4.       |
| Jochen Meißner Arthur Heyne | Kétpárevezős             | 7:12,03  | 3.       | 7:11,55  | 2.       | 7:46,21  | 6.       | B     | 7:11,74 | 4.    | 10.      |
| Erwin Haas Lutz Ulbricht | Kormányos nélküli kettes | 7:22,94  | 1.       | erőnyerő | erőnyerő | 8:06,06  | 6.       | B     | 7:31,02 | 1.    | 7.       |
| Heinz Mußmann Bernd Krause Stefan Kuhnke (kormányos) | Kormányos kettes         | 8:02,19  | 3.       | 8:07,95  | 1.       | 8:19,86  | 2.       | A     | 7:21,52 | 4.    | 4.       |
| Joachim Ehrig Peter Funnekötter Franz Held Wolfgang Plottke | Kormányos nélküli négyes | 6:47,53  | 3.       | 6:58,10  | 1.       | 7:10,56  | 3.       | A     | 6:28,41 | 3.    |          |
| Peter Berger Hans-Johann Färber Gerhard Auer Alois Bierl Uwe Benter (kormányos)                                                                                                | Kormányos négyes         | 6:46,66  | 1.       | erőnyerő | erőnyerő | 7:19,43  | 1.       | A     | 6:31,85 | 1.    |          |
| Reinhard Wendemuth Frithjof Henckel Norbert Kindlmann Wolfgang Hottenrott Hans-Ulrich Buchholz Günter Petersmann Bernd Truschinski Winfried Ringwald Manfred Klein (kormányos) | Nyolcas                  | 6:10,28  | 2.       | erőnyerő | erőnyerő | 6:27,44  | 1.       | A     | 6:14,91 | 5.    | 5.       |

## Gyeplabda
| Nyugatnémet férfi gyeplabdacsapat-játékoskeret | Nyugatnémet férfi gyeplabdacsapat-játékoskeret                                                                                             |
| --- | --- |
| - Wolfgang Baumgart - Horst Dröse - Dieter Freise - Werner Kaessmann - Carsten Keller - Detlef Kittstein - Ulrich Klaes - Peter Kraus - Michael Krause | - Michael Peter - Wolfgang Rott - Fritz Schmidt - Rainer Seifert - Wolfgang Strödter - Eckart Suhl - Eduard Thelen - Peter Trump - Uli Vos |

### Eredmények
Csoportkör
A csoport
| Csapat              | M | Gy | D | V | G+ | G– | Gk  | P  |
| ------------------- | - | -- | - | - | -- | -- | --- | -- |
| NSZK (FRG)          | 7 | 6  | 1 | 0 | 17 | 5  | +12 | 13 |
| Pakisztán (PAK)     | 7 | 5  | 1 | 1 | 17 | 6  | +11 | 11 |
| Malajzia (MAS)      | 7 | 4  | 1 | 2 | 9  | 7  | +2  | 9  |
| Spanyolország (ESP) | 7 | 2  | 4 | 1 | 9  | 8  | +1  | 8  |
| Belgium (BEL)       | 7 | 2  | 1 | 4 | 8  | 14 | –6  | 5  |
| Franciaország (FRA) | 7 | 2  | 0 | 5 | 6  | 13 | –7  | 4  |
| Argentína (ARG)     | 7 | 0  | 3 | 4 | 4  | 9  | –5  | 3  |
| Uganda (UGA)        | 7 | 0  | 3 | 4 | 6  | 14 | –8  | 3  |

| 1972. augusztus 27. | NSZK (FRG)           | 5 – 1   | Belgium (BEL) |  |
| 1972. augusztus 27. | Krause 3 Klaes Dröse | (3 – 1) | Miserque      |  |

| 1972. augusztus 28. | NSZK (FRG) | 1 – 0   | Malajzia (MAS) |  |
| 1972. augusztus 28. | Kittstein  | (1 – 0) |                |  |

| 1972. augusztus 29. | NSZK (FRG) | 2 – 1   | Argentína (ARG) |  |
| 1972. augusztus 29. | Seifert 2  | (2 – 0) | Quaquarini      |  |

| 1972. augusztus 31. | Pakisztán (PAK) | 1 – 2   | NSZK (FRG)      |  |
| 1972. augusztus 31. | Zaman           | (0 – 0) | Baumgart Krause |  |

| 1972. szeptember 1. | NSZK (FRG) | 1 – 1   | Uganda (UGA) |  |
| 1972. szeptember 1. | Krause     | (1 – 1) | K. S. Bhogal |  |

| 1972. szeptember 3. | NSZK (FRG)       | 2 – 1   | Spanyolország (ESP) |  |
| 1972. szeptember 3. | Krause Kaessmann | (0 – 1) | F. Amat             |  |

| 1972. szeptember 4. | NSZK (FRG)                | 4 – 0   | Franciaország (FRA) |  |
| 1972. szeptember 4. | Krause 2 Keller Kaessmann | (3 – 0) |                     |  |

Elődöntő
| 1972. szeptember 8. | NSZK (FRG)       | 3 – 0   | Hollandia (NED) |  |
| 1972. szeptember 8. | Vos Krause Dröse | (1 – 0) |                 |  |

Döntő
| 1972. szeptember 10. | NSZK (FRG) | 1 – 0   | Pakisztán (PAK) |  |
| 1972. szeptember 10. | Krause     | (0 – 0) |                 |  |

| Csapat     | Helyezés |
| ---------- | -------- |
| NSZK (FRG) |          |

## Íjászat
| Versenyző         | Versenyszám  | 1. forduló | 1. forduló | 2. forduló | 2. forduló | Összesítés | Összesítés |
| Versenyző         | Versenyszám  | Pont       | Hely.      | Pont       | Hely.      | Pont       | Helyezés   |
| ----------------- | ------------ | ---------- | ---------- | ---------- | ---------- | ---------- | ---------- |
| Richard Krust     | Férfi egyéni | 1172       | 26.        | 1170       | 29.        | 2342       | 30.        |
| Siegfried Ortmann | Férfi egyéni | 1175       | 24.        | 1215       | 11.        | 2390       | 14.        |
| Ursula Büschking  | Női egyéni   | 1078       | 32.        | 1122       | 24.        | 2200       | 30.        |
| Carla Nolpa       | Női egyéni   | 1074       | 33.        | 1091       | 35.        | 2165       | 35.        |

## Kajak-kenu

### Síkvízi
Férfi
| Versenyző                                                   | Versenyszám         | Előfutam | Előfutam | Előfutam | Vigaszág | Vigaszág | Vigaszág | Elődöntő | Elődöntő | Elődöntő | Döntő   | Döntő    |
| Versenyző                                                   | Versenyszám         | Idő      | Hely.    | Össz.    | Idő      | Hely.    | Össz.    | Idő      | Hely.    | Össz.    | Idő     | Helyezés |
| ----------------------------------------------------------- | ------------------- | -------- | -------- | -------- | -------- | -------- | -------- | -------- | -------- | -------- | ------- | -------- |
| Bernd Guse                                                  | Kajak egyes 1000 m  | 4:13,16  | 6.       | 17.      | 4:46,29  | 5.       | 14.      | kiesett  | kiesett  | kiesett  | kiesett | kiesett  |
| Hans-Jürgen Riemenschneider Horst Mattern                   | Kajak kettes 1000 m | 3:45,78  | 3.       | 6.       | erőnyerő | erőnyerő | erőnyerő | 3:35,18  | 3.       | 7.       | 3:38,67 | 8.       |
| Rudolf Blaß Eberhard Fischer Rainer Hennes Hans-Erich Pasch | Kajak négyes 1000 m | 3:18,42  | 2.       | 3.       | erőnyerő | erőnyerő | erőnyerő | 3:09,71  | 2.       | 3.       | 3:16,63 | 5.       |
| Detlef Lewe                                                 | Kenu egyes 1000 m   | 4:31,79  | 1.       | 2.       | erőnyerő | erőnyerő | erőnyerő |          |          |          | 4:13,63 |          |
| Peter Hoffmann Hermann Glaser                               | Kenu kettes 1000 m  | 4:08,89  | 2.       | 2.       | erőnyerő | erőnyerő | erőnyerő | 3:53,54  | 2.       | 7.       | 3:59,24 | 4.       |

Női
| Versenyző                    | Versenyszám        | Előfutam | Előfutam | Előfutam | Vigaszág | Vigaszág | Vigaszág | Elődöntő | Elődöntő | Elődöntő | Döntő   | Döntő    |
| Versenyző                    | Versenyszám        | Idő      | Hely.    | Össz.    | Idő      | Hely.    | Össz.    | Idő      | Hely.    | Össz.    | Idő     | Helyezés |
| ---------------------------- | ------------------ | -------- | -------- | -------- | -------- | -------- | -------- | -------- | -------- | -------- | ------- | -------- |
| Irene Pepinghege             | Kajak egyes 500 m  | 2:14,34  | 3.       | 7.       | erőnyerő | erőnyerő | erőnyerő | 2:05,86  | 2.       | 4.       | 2:06,55 | 4.       |
| Roswitha Esser Renate Breuer | Kajak kettes 500 m | 2:00,32  | 2.       | 3.       | erőnyerő | erőnyerő | erőnyerő |          |          |          | 1:55,64 | 5.       |

### Szlalom
Férfi
| Versenyző                          | Versenyszám | Döntő         | Döntő         | Döntő    | Döntő    | Döntő         | Helyezés |
| Versenyző                          | Versenyszám | 1. futam      | 1. futam      | 2. futam | 2. futam | Jobb eredmény | Helyezés |
| Versenyző                          | Versenyszám | Pont          | Hely.         | Pont     | Hely.    | Pont          | Helyezés |
| ---------------------------------- | ----------- | ------------- | ------------- | -------- | -------- | ------------- | -------- |
| Alfred Baum                        | Kajak egyes | 288,01        | 3.            | 390,72   | 26.      | 288,01        | 5.       |
| Jürgen Gerlach                     | Kajak egyes | 361,10        | 16.           | 362,41   | 21.      | 361,10        | 26.      |
| Ulrich Peters                      | Kajak egyes | 282,82        | 2.            | 293,10   | 5.       | 282,82        | 4.       |
| Bernhard Heinemann                 | Kenu egyes  | 498,10        | 13.           | 467,41   | 14.      | 467,41        | 16.      |
| Reinhold Kauder                    | Kenu egyes  | 327,89        | 2.            | 350,31   | 3.       | 327,89        |          |
| Wolfgang Peters                    | Kenu egyes  | nem ért célba | nem ért célba | 356,25   | 4.       | 356,25        | 5.       |
| Theo Nüsing Hans Jakob Hitz        | Kenu kettes | 386,67        | 8.            | 414,38   | 7.       | 386,67        | 9.       |
| Michael Reimann Olaf Fricke        | Kenu kettes | 371,86        | 6.            | 510,00   | 17.      | 371,86        | 7.       |
| Hans-Otto Schumacher Wilhelm Baues | Kenu kettes | 316,96        | 2.            | 311,90   | 1.       | 311,90        |          |

Női
| Versenyző            | Versenyszám | Döntő    | Döntő    | Döntő    | Döntő    | Döntő         | Helyezés |
| Versenyző            | Versenyszám | 1. futam | 1. futam | 2. futam | 2. futam | Jobb eredmény | Helyezés |
| Versenyző            | Versenyszám | Pont     | Hely.    | Pont     | Hely.    | Pont          | Helyezés |
| -------------------- | ----------- | -------- | -------- | -------- | -------- | ------------- | -------- |
| Ulrike Deppe         | Kajak egyes | 466,32   | 4.       | 456,44   | 6.       | 456,44        | 7.       |
| Gisela Grothaus      | Kajak egyes | 521,10   | 9.       | 398,15   | 2.       | 398,15        |          |
| Magdalena Wunderlich | Kajak egyes | 400,50   | 1.       | 515,40   | 9.       | 400,50        |          |

## Kerékpározás

### Országúti kerékpározás
| Versenyző                                                       | Versenyszám     | Idő             | Helyezés |
| --------------------------------------------------------------- | --------------- | --------------- | -------- |
| Alfred Gaida                                                    | Mezőnyverseny   | 4:17:09 (+2:32) | 57.      |
| Erwin Tischler                                                  | Mezőnyverseny   | 4:15:13 (+0:36) | 22.      |
| Wilfried Trott                                                  | Mezőnyverseny   | 4:15:07 (+0:30) | 7.       |
| Peter Weibel                                                    | Mezőnyverseny   | 4:17:09 (+2:32) | 68.      |
| Johannes Knab Algis Oleknavicius Rainer Podlesch Erwin Tischler | Csapat időfutam | 2:18:27 (+7:10) | 20.      |

### Pálya-kerékpározás
Sprintverseny
| Versenyző       | Versenyszám  | 1. forduló                                                | 1. forduló | Vigaszág               | Vigaszág | 2. forduló                                           | 2. forduló | Vigaszág                  | Vigaszág | Nyolcaddöntő                                        | Nyolcaddöntő | Vigaszág selejtező                                | Vigaszág selejtező | Vigaszág döntő               | Vigaszág döntő | Negyeddöntő          | Elődöntő             | Döntő                | Helyezés    |
| Versenyző       | Versenyszám  | Ellenfelek Győztes idő                                    | Hely.      | Ellenfelek Győztes idő | Hely.    | Ellenfelek Győztes idő                               | Hely.      | Ellenfél Győztes idő      | Hely.    | Ellenfelek Győztes idő                              | Hely.        | Ellenfelek Győztes idő                            | Hely.              | Ellenfél Győztes idő         | Hely.          | Ellenfél Győztes idő | Ellenfél Győztes idő | Ellenfél Győztes idő | Helyezés    |
| --------------- | ------------ | --------------------------------------------------------- | ---------- | ---------------------- | -------- | ---------------------------------------------------- | ---------- | ------------------------- | -------- | --------------------------------------------------- | ------------ | ------------------------------------------------- | ------------------ | ---------------------------- | -------------- | -------------------- | -------------------- | -------------------- | ----------- |
| Dieter Berkmann | Férfi egyéni | Leslie King (TRI) · Arturo Cambroni (MEX) · 11,71         | 1.         |                        |          | Peder Pedersen (DEN) · Peter van Doorn (NED) · 11,69 | 2.         | Andrzej Bek (POL) · 11,87 | 2.       | kiesett                                             | kiesett      | kiesett                                           | kiesett            | kiesett                      | kiesett        | kiesett              | kiesett              | kiesett              | helyezetlen |
| Karl Köther     | Férfi egyéni | Peder Pedersen (DEN) · Gholam Hossein Koohi (IRI) · 11,30 | 1.         |                        |          | Csó Josikazu (JPN) · Massimo Marino (ITA) · 11,37    | 1.         |                           |          | Omar Phakadze (URS) · Vladimír Vačkář (TCH) · 11,43 | 2.           | Leslie King (TRI) · Serhiy Kravtsov (URS) · 11,40 | 1.                 | Niels Fredborg (DEN) · 11,59 | 2.             | kiesett              | kiesett              | kiesett              | helyezetlen |

Időfutam
| Versenyző   | Versenyszám  | Idő     | Helyezés |
| ----------- | ------------ | ------- | -------- |
| Karl Köther | Férfi egyéni | 1:07,21 | 4.       |

Tandem
| Versenyző                  | Versenyszám     | 1. forduló                                            | Vigaszág selejtező     | Vigaszág selejtező | Vigaszág döntő         | Vigaszág döntő | Negyeddöntő                                                       | Elődöntő             | Döntő                | Helyezés |
| Versenyző                  | Versenyszám     | Ellenfél Győztes idő                                  | Ellenfelek Győztes idő | Hely.              | Ellenfelek Győztes idő | Hely.          | Ellenfél Győztes idő                                              | Ellenfél Győztes idő | Ellenfél Győztes idő | Helyezés |
| -------------------------- | --------------- | ----------------------------------------------------- | ---------------------- | ------------------ | ---------------------- | -------------- | ----------------------------------------------------------------- | -------------------- | -------------------- | -------- |
| Jürgen Barth Rainer Müller | Férfi kétüléses | Belgium (BEL) · Manu Snellinx · Noël Soetaert · 11,27 |                        |                    |                        |                | Lengyelország (POL) · Andrzej Bek · Benedykt Kocot · 10,57, 10,46 | kiesett              | kiesett              | 5.       |

Üldözőversenyek
| Versenyző                                                               | Versenyszám  | Selejtező | Selejtező | Negyeddöntő                                                                                               | Negyeddöntő | Negyeddöntő | Elődöntő                                                                                         | Elődöntő   | Elődöntő | Döntő                                                                                    | Döntő     | Helyezés |
| Versenyző                                                               | Versenyszám  | Idő       | Hely.     | Ellenfél Idő                                                                                              | Saját idő   | Hely.       | Ellenfél Idő                                                                                     | Saját idő  | Hely.    | Ellenfél Idő                                                                             | Saját idő | Helyezés |
| ----------------------------------------------------------------------- | ------------ | --------- | --------- | --- | ----------- | ----------- | ------------------------------------------------------------------------------------------------ | ---------- | -------- | ---------------------------------------------------------------------------------------- | --------- | -------- |
| Hans Lutz                                                               | Férfi egyéni | 4:51,33   | 3.        | Carlos Miguel Álvarez (ARG) · 4:57,09                                                                     | 4:56,17     | 4.          | Knut Knudsen (NOR) · 4:45,57                                                                     | lekörözték | 4.       | Bronzmérkőzés · John Bylsma (AUS) · 4:54,93                                              | 4:50,80   |          |
| Jürgen Colombo Günter Haritz Udo Hempel Günther Schumacher Peter Vonhof | Férfi csapat | 4:23,54   | 1.        | Bulgária (BUL) · Nikifor Petrov Minchev · Plamen Timchev · Dimo Angelov Tonchev · Ivan Tsvetkov · 4:31,55 | 4:24,49     | 2.          | Nagy-Britannia (GBR) · Michael Bennett · Ian Hallam · Ronald Keeble · William Moore · lekörözték | idő nélkül | 2.       | NDK (GDR) · Thomas Huschke · Heinz Richter · Herbert Richter · Uwe Unterwalder · 4:25,25 | 4:22,14   |          |

## Kézilabda
| Nyugatnémet férfi kézilabdacsapat-játékoskeret                                                                                             | Nyugatnémet férfi kézilabdacsapat-játékoskeret                                                                                   |
| --- | --- |
| - Herwig Ahrendsen - Hans-Jürgen Bode - Wolfgang Braun - Peter Bucher - Jochen Feldhoff - Diethard Finkelmann - Josef Karrer - Klaus Kater | - Klaus Lange - Herbert Lübking - Heiner Möller - Peter Neuhaus - Uwe Rathjen - Herbert Rogge - Herbert Wehnert - Klaus Westebbe |

### Eredmények
Csoportkör
C csoport
| Csapat              | M | Gy | D | V | G+ | G– | Gk | P |
| ------------------- | - | -- | - | - | -- | -- | -- | - |
| Románia (ROU)       | 3 | 3  | 0 | 0 | 46 | 37 | +9 | 6 |
| NSZK (FRG)          | 3 | 1  | 1 | 1 | 39 | 38 | +1 | 3 |
| Norvégia (NOR)      | 3 | 1  | 1 | 1 | 48 | 50 | –2 | 3 |
| Spanyolország (ESP) | 3 | 0  | 0 | 3 | 39 | 47 | –8 | 0 |

| 1972. augusztus 30. | NSZK (FRG)       | 13 – 10 | Spanyolország (ESP) |  |
| 1972. augusztus 30. | Lange, Lübking 3 | (7–5)   | Andrés 4            |  |
| 1972. augusztus 30. |                  |         |                     |  |

| 1972. szeptember 1. | NSZK (FRG) | 15 – 15 | Norvégia (NOR) |  |
| 1972. szeptember 1. | Bucher 7   | (7–8)   | Reinertsen 4   |  |
| 1972. szeptember 1. |            |         |                |  |

| 1972. szeptember 3. | Románia (ROU) | 13 – 11 | NSZK (FRG)         |  |
| 1972. szeptember 3. | Gruia 7       | (5–5)   | Bucher, Westebbe 3 |  |
| 1972. szeptember 3. |               |         |                    |  |

Középdöntő
F. csoport
A táblázat tartalmazza a C csoportban lejátszott Románia – Nyugat-Németország 13–11-es eredményt.
| Csapat             | M | Gy | D | V | G+ | G– | Gk  | P |
| ------------------ | - | -- | - | - | -- | -- | --- | - |
| Jugoszlávia (YUG)  | 3 | 3  | 0 | 0 | 56 | 44 | +12 | 6 |
| Románia (ROU)      | 3 | 2  | 0 | 1 | 46 | 39 | +7  | 4 |
| NSZK (FRG)         | 3 | 1  | 0 | 2 | 43 | 51 | –8  | 2 |
| Magyarország (HUN) | 3 | 0  | 0 | 3 | 44 | 55 | –11 | 0 |

| 1972. szeptember 6. | NSZK (FRG)       | 15 – 24 | Jugoszlávia (YUG)    |  |
| 1972. szeptember 6. | Bucher, Karrer 4 | (7–14)  | Lavrnić, Lazarević 6 |  |
| 1972. szeptember 6. |                  |         |                      |  |

| 1972. szeptember 8. | NSZK (FRG) | 17 – 14 | Magyarország (HUN) |  |
| 1972. szeptember 8. | Möller 6   | (8–6)   | Vass K., Sttiler 3 |  |
| 1972. szeptember 8. |            |         |                    |  |

Az 5. helyért
| 1972. szeptember 10. | Szovjetunió (URS) | 17 – 16 | NSZK (FRG)        |  |
| 1972. szeptember 10. | Panov, Usaty 4    | (10–9)  | Möller, Wehnert 5 |  |
| 1972. szeptember 10. |                   |         |                   |  |

| Csapat     | Helyezés |
| ---------- | -------- |
| NSZK (FRG) | 6.       |

## Kosárlabda
| Nyugatnémet férfi kosárlabdacsapat-játékoskeret                                                              | Nyugatnémet férfi kosárlabdacsapat-játékoskeret                                                  |
| --- | ------------------------------------------------------------------------------------------------ |
| - Karl Ampt - Holger Geschwindner - Dietrich Keller - Hans-Jörg Krüger - Dieter Kuprella - Joachim Linnemann | - Rainer Pethran - Jochen Pollex - Norbert Thimm - Helmut Uhlig - Klaus Weinand - Jürgen Wohlers |

### Eredmények
Csoportkör
B csoport
| Csapat               | M | Gy | V | P+  | P–  | Pk   |
| -------------------- | - | -- | - | --- | --- | ---- |
| Szovjetunió (URS)    | 7 | 7  | 0 | 639 | 479 | +160 |
| Olaszország (ITA)    | 7 | 5  | 2 | 547 | 471 | +76  |
| Jugoszlávia (YUG)    | 7 | 5  | 2 | 582 | 484 | +98  |
| Puerto Rico (PUR)    | 7 | 5  | 2 | 570 | 531 | +39  |
| NSZK (FRG)           | 7 | 3  | 4 | 482 | 518 | –36  |
| Lengyelország (POL)  | 7 | 2  | 5 | 520 | 536 | –16  |
| Fülöp-szigetek (PHI) | 7 | 1  | 6 | 526 | 666 | –140 |
| Szenegál (SEN)       | 7 | 0  | 7 | 405 | 586 | –181 |

| 1972. augusztus 27. 14:30 | NSZK (FRG) | 74 – 81 | Puerto Rico (PUR) |  |
| 1972. augusztus 27. 14:30 | (35–41)    |         |                   |  |

| 1972. augusztus 28. 9:00 | NSZK (FRG) | 63 – 87 | Szovjetunió (URS) |  |
| 1972. augusztus 28. 9:00 | (33–41)    |         |                   |  |

| 1972. augusztus 29. 18:30 | NSZK (FRG) | 93 – 74 | Fülöp-szigetek (PHI) |  |
| 1972. augusztus 29. 18:30 | (46–34)    |         |                      |  |

| 1972. augusztus 30. 9:00 | NSZK (FRG) | 57 – 68 | Olaszország (ITA) |  |
| 1972. augusztus 30. 9:00 | (24–35)    |         |                   |  |

| 1972. szeptember 1. 9:00 | NSZK (FRG) | 56 – 81 | Jugoszlávia (YUG) |  |
| 1972. szeptember 1. 9:00 | (21–43)    |         |                   |  |

| 1972. szeptember 2. 14:30 | NSZK (FRG) | 67 – 65 | Lengyelország (POL) |  |
| 1972. szeptember 2. 14:30 | (40–37)    |         |                     |  |

| 1972. szeptember 3. 18:30 | NSZK (FRG) | 72 – 62 | Szenegál (SEN) |  |
| 1972. szeptember 3. 18:30 | (42–34)    |         |                |  |

A 9–12. helyért
| 1972. szeptember 5. 15:00 | NSZK (FRG) | 69 – 70 | Ausztrália (AUS) |  |
| 1972. szeptember 5. 15:00 | (46–34)    |         |                  |  |

A 11. helyért
| 1972. szeptember 8. 20:00 | NSZK (FRG)     | 83 – 84 (h. u.) | Spanyolország (ESP) |  |
| 1972. szeptember 8. 20:00 | (40–38, 75–75) |                 |                     |  |

| Csapat     | Helyezés |
| ---------- | -------- |
| NSZK (FRG) | 12.      |

## Labdarúgás
| Nyugatnémet labdarúgócsapat-játékoskeret | Nyugatnémet labdarúgócsapat-játékoskeret |
| --- | --- |
| - Heiner Baltes - Hermann Bitz - Hartwig Bleidick - Hans-Jürgen Bradler - Ewald Hammes - Friedhelm Häbermann - Ottmar Hitzfeld - Reiner Hollmann - Uli Hoeneß - Jürgen Kalb | - Manfred Kaltz - Dieter Mietz - Bernd Nickel - Egon Schmitt - Rudolf Seliger - Günter Wienhold - Ronald Worm - Klaus Wunder - Hans-Dieter Seelmann* |

* - nem játszott csak nevezve volt

### Eredmények
Csoportkör
A csoport
| Csapat           | M | Gy | D | V | G+ | G– | Gk  | P |
| ---------------- | - | -- | - | - | -- | -- | --- | - |
| NSZK             | 3 | 3  | 0 | 0 | 13 | 0  | +13 | 6 |
| Marokkó          | 3 | 1  | 1 | 1 | 6  | 3  | +3  | 3 |
| Malajzia         | 3 | 1  | 0 | 2 | 3  | 9  | –6  | 2 |
| Egyesült Államok | 3 | 0  | 1 | 2 | 0  | 10 | –10 | 1 |

| 1972. augusztus 27. 12:00 |

| NSZK (FRG)                    | 3–0               | Malajzia |
| ----------------------------- | ----------------- | -------- |
| Worm 56' Kalb 71' Seliger 82' | (0–0) Jegyzőkönyv |          |

| Olimpiai Stadion, München Nézőszám: 60 000 Játékvezető: Armando Marques (brazil) |

| 1972. augusztus 29. 12:00 |

| NSZK (FRG)                                        | 3–0               | Marokkó     |
| ------------------------------------------------- | ----------------- | ----------- |
| Nickel 30' (11-esből) 33' (11-esből) Hitzfeld 53' | (2–0) Jegyzőkönyv | Mouhoub 71′ |

| Passau Nézőszám: 16 000 Játékvezető: Doğan Babacan (török) |

| 1972. augusztus 31. 12:00 |

| NSZK (FRG)                                               | 7–0               | Egyesült Államok |
| -------------------------------------------------------- | ----------------- | ---------------- |
| Nickel 17' 43' 70' 86' Hitzfeld 47' Seliger 62' Bitz 79' | (2–0) Jegyzőkönyv |                  |

| Olimpiai Stadion, München Nézőszám: 65 000 Játékvezető: Marco Dorantes Garcia (mexikói) |

Középdöntő
1. csoport
| Csapat       | M | Gy | D | V | G+ | G– | Gk | P |
| ------------ | - | -- | - | - | -- | -- | -- | - |
| Magyarország | 3 | 3  | 0 | 0 | 8  | 1  | +7 | 6 |
| NDK          | 3 | 2  | 0 | 1 | 10 | 4  | +6 | 4 |
| NSZK         | 3 | 0  | 1 | 2 | 4  | 8  | –4 | 1 |
| Mexikó       | 3 | 0  | 1 | 2 | 1  | 10 | –9 | 1 |

| 1972. szeptember 3. 12:00 |

| NSZK (FRG)  | 1–1               | Mexikó      |
| ----------- | ----------------- | ----------- |
| Hitzfeld 5' | (1–0) Jegyzőkönyv | Cuéllar 69' |

| Nürnberg Nézőszám: 40 000 Játékvezető: Poh Hwa Oei (maláj) |

| 1972. szeptember 6. 12:00 |

| Magyarország (HUN)                   | 4–1               | NSZK         |
| ------------------------------------ | ----------------- | ------------ |
| Dunai E. 14' Dunai A. 43' Kű 75' 87' | (2–1) Jegyzőkönyv | Hitzfeld 33' |

| Olimpiai Stadion, München Nézőszám: 70 000 Játékvezető: Luis Pestarino (argentin) |

| 1972. szeptember 8. 12:00 |

| NDK (GDR)                            | 3–2               | NSZK                    |
| ------------------------------------ | ----------------- | ----------------------- |
| Pommerenke 10' Streich 53' Vogel 82' | (1–1) Jegyzőkönyv | Hoeneß 31' Hitzfeld 68' |

| Olimpiai Stadion, München Nézőszám: 80 000 Játékvezető: William Mullan (brit) |

| Csapat     | Helyezés |
| ---------- | -------- |
| NSZK (FRG) | 5.       |

## Lovaglás
Díjlovaglás
| Versenyző                                           | Ló                    | Versenyszám | Selejtező | Selejtező | Döntő | Döntő    |
| Versenyző                                           | Ló                    | Versenyszám | Pont      | Hely.     | Pont  | Helyezés |
| --------------------------------------------------- | --------------------- | ----------- | --------- | --------- | ----- | -------- |
| Liselott Linsenhoff                                 | Piaff                 | Egyéni      | 1763      | 1.        | 1229  |          |
| Josef Neckermann                                    | Venetia               | Egyéni      | 1706      | 3.        | 1177  |          |
| Karin Schlüter                                      | Liostro               | Egyéni      | 1614      | 9.        | 1113  | 7.       |
| Liselott Linsenhoff Josef Neckermann Karin Schlüter | Piaff Venetia Liostro | Csapat      |           |           | 5,083 |          |

Díjugratás
| Versenyző                                                          | Ló                        | Versenyszám | 1. forduló | 1. forduló | 2. forduló | 2. forduló | Összesen | Összesen |
| Versenyző                                                          | Ló                        | Versenyszám | Pont       | Hely.      | Pont       | Hely.      | Pont     | Helyezés |
| ------------------------------------------------------------------ | ------------------------- | ----------- | ---------- | ---------- | ---------- | ---------- | -------- | -------- |
| Fritz Ligges                                                       | Robin                     | Egyéni      | 4,00       | 4.         | 12,00      | 8.         | 16,00    | 8.*      |
| Hartwig Steenken                                                   | Simona                    | Egyéni      | 4,00       | 4.         | 4,75       | 3.         | 8,75     | 4.**     |
| Gerhard Wiltfang                                                   | Askan                     | Egyéni      | 4,00       | 4.         | 28,75      | 16.        | 32,75    | 16.      |
| Fritz Ligges Hartwig Steenken Gerhard Wiltfang Hans Günter Winkler | Robin Simona Askan Torphy | Csapat      | 16,00      | 1.         | 16,00      | 1.         | 32,00    |          |

Lovastusa
| Versenyző                                                | Ló                                     | Versenyszám | Díjlovaglás | Díjlovaglás | Tereplovaglás | Tereplovaglás | Díjugratás | Díjugratás | Végeredmény | Végeredmény |
| Versenyző                                                | Ló                                     | Versenyszám | Bünt.       | Hely.       | Bünt.         | Hely.         | Bünt.      | Hely.      | Bünt.       | Helyezés    |
| -------------------------------------------------------- | -------------------------------------- | ----------- | ----------- | ----------- | ------------- | ------------- | ---------- | ---------- | ----------- | ----------- |
| Ludwig Gössing                                           | Chicago                                | Egyéni      | -70,00      | 60.         | 89,60         | 6.            | -20,00     | 28.        | -0,40       | 13.         |
| Horst Karsten                                            | Sioux                                  | Egyéni      | -33,00      | 1.          | nem ért célba | nem ért célba | kiesett    | kiesett    | kiesett     | kiesett     |
| Harry Klugmann                                           | Christopher Robert                     | Egyéni      | -54,00      | 23.         | 62,00         | 13.           | 0,00       | 1.         | 8,00        | 9.          |
| Karl Schultz                                             | Pisco                                  | Egyéni      | -40,00      | 8.          | 24,40         | 22.           | -10,00     | 16.        | -25,60      | 16.         |
| Ludwig Gössing Horst Karsten Harry Klugmann Karl Schultz | Chicago Sioux Christopher Robert Pisco | Csapat      | -127,00     | 2.          | 189,20        | 2.            | -30,00     | 4.         | -18,00      |             |

* - egy másik versenyzővel azonos eredményt ért el

** - két másik versenyzővel azonos eredményt ért el

## Műugrás
Férfi
| Versenyző           | Versenyszám        | Selejtező | Selejtező | Döntő   | Döntő    |
| Versenyző           | Versenyszám        | Pont      | Helyezés  | Pont    | Helyezés |
| ------------------- | ------------------ | --------- | --------- | ------- | -------- |
| Reinhard von Bauer  | Egyéni műugrás     | 299,79    | 30.       | kiesett | kiesett  |
| Norbert Huda        | Egyéni műugrás     | 355,29    | 9.        | 524,16  | 8.       |
| Gerhard Hölzl       | Egyéni műugrás     | 327,42    | 19.       | kiesett | kiesett  |
| Klaus Konzorr       | Egyéni toronyugrás | 260,01    | 30.       | kiesett | kiesett  |
| Karlheinz Schwemmer | Egyéni toronyugrás | 281,55    | 16.       | kiesett | kiesett  |
| Bernd Wucherpfennig | Egyéni toronyugrás | 267,87    | 24.       | kiesett | kiesett  |

Női
| Versenyző          | Versenyszám        | Selejtező | Selejtező | Döntő   | Döntő    |
| Versenyző          | Versenyszám        | Pont      | Helyezés  | Pont    | Helyezés |
| ------------------ | ------------------ | --------- | --------- | ------- | -------- |
| Michaela Herweck   | Egyéni műugrás     | 261,78    | 13.       | kiesett | kiesett  |
| Maxie Michael      | Egyéni toronyugrás | 183,48    | 15.       | kiesett | kiesett  |
| Ursula Sapp-Möckel | Egyéni toronyugrás | 162,39    | 24.       | kiesett | kiesett  |

## Ökölvívás
| Versenyző       | Versenyszám   | Selejtező                     | 32-es főtábla                   | Nyolcaddöntő                       | Negyeddöntő                | Elődöntő                      | Döntő                         | Helyezés |
| Versenyző       | Versenyszám   | Ellenfél Eredmény             | Ellenfél Eredmény               | Ellenfél Eredmény                  | Ellenfél Eredmény          | Ellenfél Eredmény             | Ellenfél Eredmény             | Helyezés |
| --------------- | ------------- | ----------------------------- | ------------------------------- | ---------------------------------- | -------------------------- | ----------------------------- | ----------------------------- | -------- |
| Gerd Schubert   | Légsúly       | Khong Oh (CAM) · visszalépett | Chawalit On-Chim (THA) · 1-4    | kiesett                            | kiesett                    | kiesett                       | kiesett                       | 17.      |
| Werner Schäfer  | Harmatsúly    | erőnyerő                      | Joe Destimo (GHA) · 2-3         | kiesett                            | kiesett                    | kiesett                       | kiesett                       | 17.      |
| Peter Prause    | Pehelysúly    | Jochen Bachfeld (GDR) · 0-5   | kiesett                         | kiesett                            | kiesett                    | kiesett                       | kiesett                       | 33.      |
| Peter Hess      | Könnyűsúly    | erőnyerő                      | Enrique Regüeiferos (CUB) · 4-1 | Sven Erik Paulsen (NOR) · KO       | kiesett                    | kiesett                       | kiesett                       | 9.       |
| Günther Meier   | Váltósúly     | erőnyerő                      | Jeff Rackley (NZL) · 5-0        | Rabieb Sangnual (THA) · 5-0        | Emilio Correa (CUB) · 2-3  | kiesett                       | kiesett                       | 5.       |
| Dieter Kottysch | Nagyváltósúly | erőnyerő                      | Bonifacio Ávila (COL) · RSC     | Evángelosz Ikonomákosz (GRE) · 5-0 | Mohamed Majeri (TUN) · 5-0 | Alan Minter (GBR) · 3-2       | Wiesław Rudkowski (POL) · 3-2 |          |
| Ewald Jarmer    | Középsúly     |                               | erőnyerő                        | Marvin Johnson (USA) · 0-5         | kiesett                    | kiesett                       | kiesett                       | 9.       |
| Rudi Hornig     | Félnehézsúly  |                               | Henri Moreau (FRA) · 5-0        | Guglielmo Spinello (ITA) · 4-1     | Janusz Gortat (POL) · RSC  | kiesett                       | kiesett                       | 5.       |
| Peter Hussing   | Nehézsúly     |                               |                                 | erőnyerő                           | Oscar Ludeña (PER) · KO    | Teófilo Stevenson (CUB) · RSC | kiesett                       |          |

## Öttusa
| Versenyző                             | Versenyszám | Lovaglás | Lovaglás | Lovaglás | Vívás    | Vívás | Vívás | Lövészet | Lövészet | Lövészet | Úszás  | Úszás | Úszás | Futás   | Futás | Futás | Összesen    | Összesen |
| Versenyző                             | Versenyszám | Idő      | Pont     | Hely.    | Eredmény | Pont  | Hely. | Pontszám | Pont     | Hely.    | Idő    | Pont  | Hely. | Idő     | Pont  | Hely. | Összes pont | Helyezés |
| ------------------------------------- | ----------- | -------- | -------- | -------- | -------- | ----- | ----- | -------- | -------- | -------- | ------ | ----- | ----- | ------- | ----- | ----- | ----------- | -------- |
| Walter Esser                          | Egyéni      | 2:30,6   | 1000     | 30.      | 32–26    | 829   | 19.   | 186      | 824      | 34.      | 3:44,1 | 1080  | 20.   | 13:44,6 | 1093  | 26.   | 4826        | 20.      |
| Hole Rößler                           | Egyéni      | 2:41,1   | 945      | 41.      | 25–33    | 696   | 39.   | 187      | 846      | 27.      | 3:36,9 | 1140  | 9.    | 13:58,2 | 1051  | 33.   | 4678        | 27.      |
| Heiner Thade                          | Egyéni      | 2:17,5   | 1065     | 12.      | 39–19    | 962   | 7.    | 192      | 956      | 13.      | 3:52,6 | 1012  | 37.   | 13:25,0 | 1150  | 9.    | 5145        | 7.       |
| Walter Esser Hole Rößler Heiner Thade | Csapat      |          | 3010     | 7.       |          | 2520  | 7.    |          | 2626     | 4.       |        | 3232  | 8.    |         | 3294  | 7.    | 14682       | 6.       |

## Röplabda

### Férfi
| Nyugatnémet férfi röplabdacsapat-játékoskeret                                                              | Nyugatnémet férfi röplabdacsapat-játékoskeret                                                        |
| --- | --- |
| - Klaus-Dieter Buschle - Bernard Endrich - Hans-Ulrich Graßhoff - Rüdiger Hild - Klaus Meetz - Hatto Nolte | - Hans-Georg von der Ohe - Volker Paulus - Toni Rimrod - Wolfgang Simon - Ulf Tütken - Uwe Zitranski |

#### Eredmények
Csoportkör
B csoport
|                |      | Mérkőzések | Mérkőzések | Szettek | Szettek | Szettek | Pontok | Pontok | Pontok |
| Csapat         | Pont | Gy         | V          | Sz+     | Sz–     | SzA     | P+     | P–     | PA     |
| -------------- | ---- | ---------- | ---------- | ------- | ------- | ------- | ------ | ------ | ------ |
| Japán (JPN)    | 10   | 5          | 0          | 15      | 0       | MAX     | 225    | 95     | 2,368  |
| NDK (GDR)      | 9    | 4          | 1          | 12      | 4       | 3,000   | 200    | 162    | 1,235  |
| Románia (ROU)  | 7    | 2          | 3          | 8       | 9       | 0,889   | 201    | 213    | 0,944  |
| Brazília (BRA) | 7    | 2          | 3          | 9       | 13      | 0,692   | 273    | 280    | 0,975  |
| Kuba (CUB)     | 7    | 2          | 3          | 6       | 13      | 0,462   | 212    | 254    | 0,835  |
| NSZK (FRG)     | 5    | 0          | 5          | 4       | 15      | 0,267   | 163    | 270    | 0,604  |

| 1972. augusztus 28. 19:30 | NSZK (FRG)                      | 2 – 3 | Brazília (BRA) |  |
| 1972. augusztus 28. 19:30 | (7–15, 8–15, 19–17, 15–6, 9–15) |       |                |  |

| 1972. augusztus 30. 19:30 | NSZK (FRG)         | 0 – 3 | Románia (ROU) |  |
| 1972. augusztus 30. 19:30 | (9–15, 1–15, 8–15) |       |               |  |

| 1972. szeptember 1. 19:30 | NSZK (FRG)                        | 2 – 3 | Kuba (CUB) |  |
| 1972. szeptember 1. 19:30 | (8–15, 11–15, 15–10, 15–12, 8–15) |       |            |  |

| 1972. szeptember 3. 10:00 | NSZK (FRG)         | 0 – 3 | NDK (GDR) |  |
| 1972. szeptember 3. 10:00 | (7–15, 6–15, 4–15) |       |           |  |

| 1972. szeptember 5. 15:30 | NSZK (FRG)         | 0 – 3 | Japán (JPN) |  |
| 1972. szeptember 5. 15:30 | (3–15, 6–15, 4–15) |       |             |  |

A 11. helyért
| 1972. szeptember 8. 21:00 | Tunézia (TUN)             | 1 – 3 | NSZK (FRG) |  |
| 1972. szeptember 8. 21:00 | (5–15, 16–14, 4–15, 9–15) |       |            |  |

| Csapat     | Helyezés |
| ---------- | -------- |
| NSZK (FRG) | 11.      |

### Női
| Nyugatnémet női röplabdacsapat-játékoskeret                                                        | Nyugatnémet női röplabdacsapat-játékoskeret                                                |
| -------------------------------------------------------------------------------------------------- | ------------------------------------------------------------------------------------------ |
| - Annette Ellerbracke - Erika Heucke - Marianne Lepa - Ingrid Lorenz - Birgit Pörner - Regina Pütz | - Annedore Richter - Rike Ruschenburg - Traute Schäfer - Margret Stender - Ursula Westphal |

#### Eredmények
Csoportkör
A csoport
|                    |      | Mérkőzések | Mérkőzések | Szettek | Szettek | Szettek | Pontok | Pontok | Pontok |
| Csapat             | Pont | Gy         | V          | Sz+     | Sz–     | SzA     | P+     | P–     | PA     |
| ------------------ | ---- | ---------- | ---------- | ------- | ------- | ------- | ------ | ------ | ------ |
| Szovjetunió (URS)  | 6    | 3          | 0          | 9       | 2       | 4,500   | 159    | 96     | 1,656  |
| Dél-Korea (KOR)    | 5    | 2          | 1          | 7       | 3       | 2,333   | 127    | 99     | 1,283  |
| Magyarország (HUN) | 4    | 1          | 2          | 4       | 6       | 0,667   | 114    | 131    | 0,870  |
| NSZK (FRG)         | 3    | 0          | 3          | 0       | 9       | 0,000   | 61     | 135    | 0,452  |

| 1972. augusztus 27. 15:30 | Magyarország (HUN)  | 3 – 0 | NSZK (FRG) |  |
| 1972. augusztus 27. 15:30 | (15–8, 15–11, 15–9) |       |            |  |

| 1972. augusztus 29. 21:00 | Szovjetunió (URS)  | 3 – 0 | NSZK (FRG) |  |
| 1972. augusztus 29. 21:00 | (15–5, 15–7, 15–9) |       |            |  |

| 1972. augusztus 31. 21:00 | Dél-Korea (KOR)    | 3 – 0 | NSZK (FRG) |  |
| 1972. augusztus 31. 21:00 | (15–2, 15–8, 15–2) |       |            |  |

Az 5–8. helyért
| 1972. szeptember 2. 15:30 | NSZK (FRG)            | 0 – 3 | Kuba (CUB) |  |
| 1972. szeptember 2. 15:30 | (11–15, 13–15, 15–17) |       |            |  |

A 7. helyért
| 1972. szeptember 7. 14:00 | Csehszlovákia (TCH)  | 3 – 0 | NSZK (FRG) |  |
| 1972. szeptember 7. 14:00 | (15–13, 15–4, 16–14) |       |            |  |

| Csapat     | Helyezés |
| ---------- | -------- |
| NSZK (FRG) | 8.       |

## Sportlövészet
Nyílt
| Versenyző                 | Versenyszám                    | Pont | Helyezés |
| ------------------------- | ------------------------------ | ---- | -------- |
| Erwin Glock               | Gyorstüzelő pisztoly           | 586  | 16.      |
| Helmut Seeger             | Gyorstüzelő pisztoly           | 589  | 11.      |
| Heinrich Fretwurst        | Szabadpisztoly                 | 551  | 15.      |
| Heinz Mertel              | Szabadpisztoly                 | 550  | 16.      |
| Günther Danne             | Futócéllövészet                | 551  | 7.       |
| Christoph-Michael Zeisner | Futócéllövészet                | 554  | 5.       |
| Silvester Knipfer         | Sportpuska, fekvő              | 595  | 16.      |
| Gottfried Kustermann      | Sportpuska, fekvő              | 592  | 37.      |
| Gottfried Kustermann      | Sportpuska, összetett          | 1149 | 7.       |
| Bernd Klingner            | Sportpuska, összetett          | 1141 | 16.      |
| Dirk Fudickar             | Szabadpuska, összetett (300 m) | 1131 | 20.      |
| Peter Blecher             | Trap                           | 185  | 26.      |
| Heinz Leibinger           | Trap                           | 190  | 12.      |
| Walter Wrigge             | Skeet                          | 190  | 22.      |
| Konrad Wirnhier           | Skeet                          | 195  |          |

## Súlyemelés
| Versenyző       | Versenyszám | Nyomás                   | Nyomás                   | Szakítás | Szakítás | Lökés                    | Lökés                    | Összesen | Helyezés |
| Versenyző       | Versenyszám | Eredmény                 | Helyezés                 | Eredmény | Helyezés | Eredmény                 | Helyezés                 | Összesen | Helyezés |
| --------------- | ----------- | ------------------------ | ------------------------ | -------- | -------- | ------------------------ | ------------------------ | -------- | -------- |
| Pietro Masala   | 67,5 kg     | érvényes kísérlet nélkül | érvényes kísérlet nélkül | kiesett  | kiesett  | kiesett                  | kiesett                  | kiesett  | kiesett  |
| Werner Schraut  | 67,5 kg     | 127,5                    | 16.                      | 125,0    | 4.       | 150,0                    | 12.                      | 402,5    | 12.      |
| Uwe Kliche      | 75 kg       | 145,0                    | 12.                      | 122,5    | 14.      | érvényes kísérlet nélkül | érvényes kísérlet nélkül | kiesett  | kiesett  |
| Rolf Milser     | 82,5 kg     | 165,0                    | 3.                       | 132,5    | 9.       | 180,0                    | 8.                       | 477,5    | 7.       |
| Dietrich Leh    | 90 kg       | 170,0                    | 6.                       | 140,0    | 8.       | 177,5                    | 12.                      | 487,5    | 9.       |
| Rainer Dörrzapf | 110 kg      | 170,0                    | 14.                      | 165,0    | 1.       | 187,5                    | 13.                      | 522,5    | 8.       |
| Rudolf Mang     | +110 kg     | 225,0                    | 2.                       | 170,0    | 2.       | 215,0                    | 3.                       | 610,0    |          |

## Torna
Férfi
| Versenyző                                                                                 | Versenyszám      | Selejtező | Selejtező | Döntő    | Döntő    |
| Versenyző                                                                                 | Versenyszám      | Pontszám  | Helyezés  | Pontszám | Helyezés |
| ----------------------------------------------------------------------------------------- | ---------------- | --------- | --------- | -------- | -------- |
| Bernd Effing                                                                              | Talaj            | 18,35     | 25.       | kiesett  | kiesett  |
| Bernd Effing                                                                              | Ugrás            | 18,10     | 47.       | kiesett  | kiesett  |
| Bernd Effing                                                                              | Korlát           | 18,25     | 38.       | kiesett  | kiesett  |
| Bernd Effing                                                                              | Nyújtó           | 17,70     | 56.       | kiesett  | kiesett  |
| Bernd Effing                                                                              | Gyűrű            | 17,45     | 61.       | kiesett  | kiesett  |
| Bernd Effing                                                                              | Lólengés         | 17,90     | 34.       | kiesett  | kiesett  |
| Bernd Effing                                                                              | Egyéni összetett | 107,75    | 38.*      | kiesett  | kiesett  |
| Eberhard Gienger                                                                          | Talaj            | 18,05     | 33.       | kiesett  | kiesett  |
| Eberhard Gienger                                                                          | Ugrás            | 18,30     | 30.       | kiesett  | kiesett  |
| Eberhard Gienger                                                                          | Korlát           | 19,05     | 6.        | kiesett  | kiesett  |
| Eberhard Gienger                                                                          | Nyújtó           | 19,05     | 8.        | kiesett  | kiesett  |
| Eberhard Gienger                                                                          | Gyűrű            | 18,35     | 26.       | kiesett  | kiesett  |
| Eberhard Gienger                                                                          | Lólengés         | 16,95     | 69.       | kiesett  | kiesett  |
| Eberhard Gienger                                                                          | Egyéni összetett | 109,75    | 24.       | 111,175  | 14.      |
| Heinz Häussler                                                                            | Talaj            | 17,85     | 42.       | kiesett  | kiesett  |
| Heinz Häussler                                                                            | Ugrás            | 17,30     | 100.      | kiesett  | kiesett  |
| Heinz Häussler                                                                            | Korlát           | 17,80     | 63.       | kiesett  | kiesett  |
| Heinz Häussler                                                                            | Nyújtó           | 18,00     | 41.       | kiesett  | kiesett  |
| Heinz Häussler                                                                            | Gyűrű            | 17,50     | 58.       | kiesett  | kiesett  |
| Heinz Häussler                                                                            | Lólengés         | 17,80     | 39.       | kiesett  | kiesett  |
| Heinz Häussler                                                                            | Egyéni összetett | 106,25    | 52.*      | kiesett  | kiesett  |
| Walter Mößinger                                                                           | Talaj            | 18,50     | 16.       | kiesett  | kiesett  |
| Walter Mößinger                                                                           | Ugrás            | 17,95     | 64.       | kiesett  | kiesett  |
| Walter Mößinger                                                                           | Korlát           | 18,55     | 22.       | kiesett  | kiesett  |
| Walter Mößinger                                                                           | Nyújtó           | 18,25     | 31.       | kiesett  | kiesett  |
| Walter Mößinger                                                                           | Gyűrű            | 18,70     | 16.       | kiesett  | kiesett  |
| Walter Mößinger                                                                           | Lólengés         | 17,75     | 41.       | kiesett  | kiesett  |
| Walter Mößinger                                                                           | Egyéni összetett | 109,70    | 25.       | 110,000  | 24.      |
| Reinhard Ritter                                                                           | Talaj            | 17,80     | 45.       | kiesett  | kiesett  |
| Reinhard Ritter                                                                           | Ugrás            | 18,25     | 38.       | kiesett  | kiesett  |
| Reinhard Ritter                                                                           | Korlát           | 18,20     | 42.       | kiesett  | kiesett  |
| Reinhard Ritter                                                                           | Nyújtó           | 16,50     | 91.       | kiesett  | kiesett  |
| Reinhard Ritter                                                                           | Gyűrű            | 17,80     | 46.       | kiesett  | kiesett  |
| Reinhard Ritter                                                                           | Lólengés         | 18,25     | 19.       | kiesett  | kiesett  |
| Reinhard Ritter                                                                           | Egyéni összetett | 106,80    | 44.*      | kiesett  | kiesett  |
| Günter Spies                                                                              | Talaj            | 18,05     | 33.       | kiesett  | kiesett  |
| Günter Spies                                                                              | Ugrás            | 18,00     | 54.       | kiesett  | kiesett  |
| Günter Spies                                                                              | Korlát           | 18,95     | 10.       | kiesett  | kiesett  |
| Günter Spies                                                                              | Nyújtó           | 18,65     | 18.       | kiesett  | kiesett  |
| Günter Spies                                                                              | Gyűrű            | 18,40     | 22.       | kiesett  | kiesett  |
| Günter Spies                                                                              | Lólengés         | 16,65     | 76.       | kiesett  | kiesett  |
| Günter Spies                                                                              | Egyéni összetett | 108,70    | 31.*      | 109,750  | 25.      |
| Bernd Effing Eberhard Gienger Heinz Häussler Walter Mößinger Reinhard Ritter Günter Spies | Csapat összetett |           |           | 546,40   | 5.       |

Női
| Versenyző                                                                                     | Versenyszám      | Selejtező | Selejtező | Döntő    | Döntő    |
| Versenyző                                                                                     | Versenyszám      | Pontszám  | Helyezés  | Pontszám | Helyezés |
| --------------------------------------------------------------------------------------------- | ---------------- | --------- | --------- | -------- | -------- |
| Angelika Kern                                                                                 | Talaj            | 17,85     | 47.       | kiesett  | kiesett  |
| Angelika Kern                                                                                 | Ugrás            | 17,60     | 61.       | kiesett  | kiesett  |
| Angelika Kern                                                                                 | Felemás korlát   | 18,00     | 49.       | kiesett  | kiesett  |
| Angelika Kern                                                                                 | Gerenda          | 17,50     | 35.       | kiesett  | kiesett  |
| Angelika Kern                                                                                 | Egyéni összetett | 70,95     | 48.*      | kiesett  | kiesett  |
| Andrea Niederheide-Bieger                                                                     | Talaj            | 17,70     | 59.       | kiesett  | kiesett  |
| Andrea Niederheide-Bieger                                                                     | Ugrás            | 17,85     | 49.       | kiesett  | kiesett  |
| Andrea Niederheide-Bieger                                                                     | Felemás korlát   | 18,45     | 26.       | kiesett  | kiesett  |
| Andrea Niederheide-Bieger                                                                     | Gerenda          | 17,10     | 62.       | kiesett  | kiesett  |
| Andrea Niederheide-Bieger                                                                     | Egyéni összetett | 71,10     | 46.*      | kiesett  | kiesett  |
| Jutta Oltersdorf                                                                              | Talaj            | 18,10     | 30.       | kiesett  | kiesett  |
| Jutta Oltersdorf                                                                              | Ugrás            | 18,10     | 33.       | kiesett  | kiesett  |
| Jutta Oltersdorf                                                                              | Felemás korlát   | 18,40     | 31.       | kiesett  | kiesett  |
| Jutta Oltersdorf                                                                              | Gerenda          | 17,35     | 42.       | kiesett  | kiesett  |
| Jutta Oltersdorf                                                                              | Egyéni összetett | 71,95     | 35.**     | kiesett  | kiesett  |
| Ingrid Santer                                                                                 | Talaj            | 17,75     | 58.       | kiesett  | kiesett  |
| Ingrid Santer                                                                                 | Ugrás            | 18,00     | 37.       | kiesett  | kiesett  |
| Ingrid Santer                                                                                 | Felemás korlát   | 16,35     | 100.      | kiesett  | kiesett  |
| Ingrid Santer                                                                                 | Gerenda          | 16,75     | 39.       | kiesett  | kiesett  |
| Ingrid Santer                                                                                 | Egyéni összetett | 68,85     | 76.       | kiesett  | kiesett  |
| Uta Schorn                                                                                    | Talaj            | 18,00     | 38.       | kiesett  | kiesett  |
| Uta Schorn                                                                                    | Ugrás            | 18,30     | 19.       | kiesett  | kiesett  |
| Uta Schorn                                                                                    | Felemás korlát   | 18,45     | 26.       | kiesett  | kiesett  |
| Uta Schorn                                                                                    | Gerenda          | 18,35     | 42.       | kiesett  | kiesett  |
| Uta Schorn                                                                                    | Egyéni összetett | 72,10     | 31.*      | 73,300   | 23.      |
| Ulrike Weyh                                                                                   | Talaj            | 17,65     | 62.       | kiesett  | kiesett  |
| Ulrike Weyh                                                                                   | Ugrás            | 17,90     | 46.       | kiesett  | kiesett  |
| Ulrike Weyh                                                                                   | Felemás korlát   | 17,85     | 54.       | kiesett  | kiesett  |
| Ulrike Weyh                                                                                   | Gerenda          | 17,45     | 37.       | kiesett  | kiesett  |
| Ulrike Weyh                                                                                   | Egyéni összetett | 70,85     | 50.*      | kiesett  | kiesett  |
| Angelika Kern Andrea Niederheide-Bieger Jutta Oltersdorf Ingrid Santer Uta Schorn Ulrike Weyh | Csapat összetett |           |           | 357,95   | 8.       |

* - egy másik versenyzővel azonos eredményt ért el

** - négy másik versenyzővel azonos eredményt ért el

## Úszás
Férfi
| Versenyző | Versenyszám            | Előfutam | Előfutam | Előfutam | Elődöntő | Elődöntő | Elődöntő | Döntő   | Döntő    |
| Versenyző | Versenyszám            | Idő      | Hely.    | Össz.    | Idő      | Hely.    | Össz.    | Idő     | Helyezés |
| --- | ---------------------- | -------- | -------- | -------- | -------- | -------- | -------- | ------- | -------- |
| Kersten Meier                                                                                                | 100 m gyors            | 53,96    | 2.       | 12.      | 54,35    | 8.       | 16.      | kiesett | kiesett  |
| Gerhard Schiller                                                                                             | 100 m gyors            | 54,28    | 4.       | 18.      | kiesett  | kiesett  | kiesett  | kiesett | kiesett  |
| Klaus Steinbach                                                                                              | 100 m gyors            | 52,91    | 3.       | 5.       | 52,87    | 3.       | 7.       | 52,92   | 8.       |
| Klaus Steinbach                                                                                              | 200 m vegyes           | 2:13,84  | 2.       | 14.      |          |          |          | kiesett | kiesett  |
| Klaus Steinbach                                                                                              | 200 m gyors            | 1:55,80  | 1.       | 3.       |          |          |          | 1:56,65 | 6.       |
| Olaf von Schilling                                                                                           | 200 m gyors            | 2:00,27  | 4.       | 25.      |          |          |          | kiesett | kiesett  |
| Werner Lampe                                                                                                 | 200 m gyors            | 1:55,97  | 1.       | 4.       |          |          |          | 1:53,99 |          |
| Werner Lampe                                                                                                 | 400 m gyors            | 4:04,80  | 2.       | 2.       |          |          |          | 4:06,97 | 7.       |
| Hans Faßnacht                                                                                                | 400 m gyors            | 4:09,23  | 2.       | 11.      |          |          |          | kiesett | kiesett  |
| Hans Faßnacht                                                                                                | 200 m pillangó         | 2:05,39  | 1.       | 5.       |          |          |          | 2:04,69 | 5.       |
| Hans Faßnacht                                                                                                | 1500 m gyors           | 16:34,63 | 1.       | 10.      |          |          |          | kiesett | kiesett  |
| Dusan Grozaj                                                                                                 | 1500 m gyors           | 16:44,59 | 3.       | 14.      |          |          |          | kiesett | kiesett  |
| Peter Rosenkranz                                                                                             | 1500 m gyors           | 16:58,26 | 2.       | 18.      |          |          |          | kiesett | kiesett  |
| Peter Rosenkranz                                                                                             | 400 m gyors            | 4:14,01  | 4.       | 19.      |          |          |          | kiesett | kiesett  |
| Norbert Verweyen                                                                                             | 200 m hát              | 2:15,94  | 7.       | 26.      |          |          |          | kiesett | kiesett  |
| Andreas Weber                                                                                                | 100 m hát              | 1:02,49  | 7.       | 28.      | kiesett  | kiesett  | kiesett  | kiesett | kiesett  |
| Andreas Weber                                                                                                | 200 m vegyes           | 2:16,17  | 5.       | 19.      |          |          |          | kiesett | kiesett  |
| Thomas Aretz                                                                                                 | 200 m vegyes           | 2:13,19  | 2.       | 10.      |          |          |          | kiesett | kiesett  |
| Michael Günther                                                                                              | 100 m mell             | 1:08,93  | 3.       | 18.      | kiesett  | kiesett  | kiesett  | kiesett | kiesett  |
| Andreas Hellmann                                                                                             | 100 m mell             | 1:10,13  | 5.       | 29.      | kiesett  | kiesett  | kiesett  | kiesett | kiesett  |
| Andreas Hellmann                                                                                             | 200 m mell             | 2:32,60  | 4.       | 24.      |          |          |          | kiesett | kiesett  |
| Gregor Betz                                                                                                  | 200 m mell             | 2:36,96  | 6.       | 34.      |          |          |          | kiesett | kiesett  |
| Walter Kusch                                                                                                 | 200 m mell             | 2:26,43  | 2.       | 8.       |          |          |          | 2:26,55 | 6.       |
| Walter Kusch                                                                                                 | 100 m mell             | 1:06,95  | 1.       | 7.       | 1:05,78  | 2.       | 3.       | 1:06,23 | 5.       |
| Hans Lampe                                                                                                   | 100 m pillangó         | 59,00    | 5.       | 20.      | kiesett  | kiesett  | kiesett  | kiesett | kiesett  |
| Peter Remmel                                                                                                 | 100 m pillangó         | 58,97    | 3.       | 19.      | kiesett  | kiesett  | kiesett  | kiesett | kiesett  |
| Lutz Stoklasa                                                                                                | 100 m pillangó         | 57,50    | 2.       | 8.       | 58,33    | 7.       | 15.      | kiesett | kiesett  |
| Walter Mack                                                                                                  | 200 m pillangó         | 2:11,03  | 6.       | 21.      |          |          |          | kiesett | kiesett  |
| Folkert Meeuw                                                                                                | 200 m pillangó         | 2:06,13  | 2.       | 8.       |          |          |          | 2:05,57 | 8.       |
| Michael Holthaus                                                                                             | 400 m vegyes           | 4:58,19  | 6.       | 28.      |          |          |          | kiesett | kiesett  |
| Hans-Joachim Geisler                                                                                         | 400 m vegyes           | 4:48,57  | 4.       | 15.      |          |          |          | kiesett | kiesett  |
| Klaus Steinbach Werner Lampe Rainer Jacob Hans Faßnacht Gerhard Schiller Hans-Günther Vosseler Kersten Meier | 4 × 100 m gyorsváltó   | 3:37,59  | 3.       | 7.       |          |          |          | 3:33,90 | 6.       |
| Klaus Steinbach Werner Lampe Hans-Günther Vosseler Hans Faßnacht Gerhard Schiller Folkert Meeuw              | 4 × 200 m gyorsváltó   | 7:53,98  | 4.       | 5.       |          |          |          | 7:41,69 |          |
| Andreas Weber Walter Kusch Lutz Stoklasa Klaus Steinbach                                                     | 4 × 100 m vegyes váltó | 4:00,56  | 4.       | 11.      |          |          |          | kiesett | kiesett  |

Női
| Versenyző                                                                                              | Versenyszám            | Előfutam | Előfutam | Előfutam | Elődöntő | Elődöntő | Elődöntő | Döntő   | Döntő    |
| Versenyző                                                                                              | Versenyszám            | Idő      | Hely.    | Össz.    | Idő      | Hely.    | Össz.    | Idő     | Helyezés |
| --- | ---------------------- | -------- | -------- | -------- | -------- | -------- | -------- | ------- | -------- |
| Heidemarie Reineck                                                                                     | 100 m gyors            | 1:00,39  | 3.       | 8.       | 59,66    | 3.       | 6.       | 59,73   | 5.       |
| Angela Steinbach                                                                                       | 100 m gyors            | 1:01,66  | 4.       | 21.      | kiesett  | kiesett  | kiesett  | kiesett | kiesett  |
| Angela Steinbach                                                                                       | 200 m gyors            | 2:10,59  | 4.       | 11.      |          |          |          | kiesett | kiesett  |
| Jutta Weber                                                                                            | 200 m gyors            | 2:12,44  | 3.       | 12.      |          |          |          | kiesett | kiesett  |
| Jutta Weber                                                                                            | 100 m gyors            | 59,72    | 1.       | 5.       | 59,90    | 5.       | 9.       | kiesett | kiesett  |
| Uta Schütz                                                                                             | 200 m gyors            | 2:12,84  | 3.       | 15.      |          |          |          | kiesett | kiesett  |
| Uta Schütz                                                                                             | 400 m gyors            | 4:34,67  | 3.       | 10.      |          |          |          | kiesett | kiesett  |
| Uta Schütz                                                                                             | 800 m gyors            | 9:22,93  | 3.       | 10.      |          |          |          | kiesett | kiesett  |
| Barbara Schwarzfeldt                                                                                   | 800 m gyors            | 9:24,89  | 3.       | 11.      |          |          |          | kiesett | kiesett  |
| Helga Wagner                                                                                           | 800 m gyors            | 9:44,17  | 5.       | 23.      |          |          |          | kiesett | kiesett  |
| Helga Wagner                                                                                           | 400 m gyors            | 4:47,61  | 6.       | 24.      |          |          |          | kiesett | kiesett  |
| Silke Pielen                                                                                           | 100 m hát              | 1:07,70  | 3.       | 7.       | 1:06,98  | 3.       | 7.       | 1:07,36 | 8.       |
| Annegret Kober                                                                                         | 100 m hát              | 1:08,24  | 3.       | 11.      | 1:08,01  | 6.       | 12.      | kiesett | kiesett  |
| Annegret Kober                                                                                         | 200 m hát              | 2:24,88  | 1.       | 5.       |          |          |          | 2:23,35 | 4.       |
| Angelika Kraus                                                                                         | 200 m hát              | 2:31,16  | 6.       | 29.      |          |          |          | kiesett | kiesett  |
| Angelika Kraus                                                                                         | 100 m hát              | 1:08,92  | 4.       | 15.      | 1:09,10  | 8.       | 15.      | kiesett | kiesett  |
| Karin Bormann                                                                                          | 200 m hát              | 2:25,59  | 2.       | 10.      |          |          |          | kiesett | kiesett  |
| Karin Bormann                                                                                          | 200 m vegyes           | 2:31,19  | 5.       | 22.      |          |          |          | kiesett | kiesett  |
| Helmi Boxberger                                                                                        | 200 m vegyes           | 2:33,71  | 6.       | 34.      |          |          |          | kiesett | kiesett  |
| Helmi Boxberger                                                                                        | 400 m vegyes           | 5:32,31  | 7.       | 34.      |          |          |          | kiesett | kiesett  |
| Helga Niemann                                                                                          | 400 m vegyes           | 5:21,97  | 5.       | 20.      |          |          |          | kiesett | kiesett  |
| Dagmar Sierck                                                                                          | 100 m mell             | 1:18,80  | 5.       | 21.*     | kiesett  | kiesett  | kiesett  | kiesett | kiesett  |
| Patricia Siewert                                                                                       | 100 m mell             | 1:19,54  | 6.       | 29.      | kiesett  | kiesett  | kiesett  | kiesett | kiesett  |
| Vreni Eberle                                                                                           | 100 m mell             | 1:17,67  | 2.       | 10.      | 1:16,76  | 4.       | 8.       | 1:17,16 | 6.       |
| Vreni Eberle                                                                                           | 200 m mell             | 2:46,17  | 1.       | 11.      |          |          |          | kiesett | kiesett  |
| Ulrike Klees                                                                                           | 200 m mell             | 2:50,48  | 4.       | 23.      |          |          |          | kiesett | kiesett  |
| Petra Nows                                                                                             | 200 m mell             | 2:45,20  | 3.       | 8.       |          |          |          | 2:43,38 | 5.       |
| Gudrun Beckmann                                                                                        | 100 m pillangó         | 1:05,26  | 3.       | 9.       | 1:04,52  | 4.       | 6.       | 1:04,15 | 7.       |
| Heike Hustede-Nagel                                                                                    | 100 m pillangó         | 1:05,64  | 4.       | 11.      | 1:06,48  | 6.       | 11.      | kiesett | kiesett  |
| Edeltraud Koch                                                                                         | 100 m pillangó         | 1:05,29  | 2.       | 10.      | 1:05,28  | 5.       | 10.      | kiesett | kiesett  |
| Jutta Weber Heidemarie Reineck Gudrun Beckmann Angela Steinbach                                        | 4 × 100 m gyorsváltó   | 4:01,63  | 2.       | 3.       |          |          |          | 3:57,93 |          |
| Silke Pielen Vreni Eberle Gudrun Beckmann Heidemarie Reineck Annegret Kober Edeltraud Koch Jutta Weber | 4 × 100 m vegyes váltó | 4:33,37  | 4.       | 8.       |          |          |          | 4:26,46 |          |

* - egy másik versenyzővel azonos időt ért el

## Vitorlázás
Nyílt
| Versenyző                                        | Versenyszám     | Futam | Futam  | Futam  | Futam  | Futam | Futam  | Futam | Pontszám | Helyezés |
| Versenyző                                        | Versenyszám     | 1     | 2      | 3      | 4      | 5     | 6      | 7     | Pontszám | Helyezés |
| ------------------------------------------------ | --------------- | ----- | ------ | ------ | ------ | ----- | ------ | ----- | -------- | -------- |
| Walter Mai                                       | Finn dingi      | 24,0  | 5,7    | 26,0   | 8,0    | 30,0  | (41,0) | 18,0  | 111,7    | 12.      |
| Wilhelm Kuhweide Karsten Meyer                   | Csillaghajó     | 8,0   | 5,7    | (17,0) | 3,0    | 11,7  | 8,0    | 8,0   | 44,4     |          |
| Heinz Laprell Wolf Stadler                       | Tempest         | 15,0  | (25,0) | 10,0   | 8,0    | 25,0  | 17,0   | 13,0  | 88,0     | 11.      |
| Ullrich Libor Peter Naumann                      | Repülő hollandi | 10,0  | (20,0) | 5,7    | 18,0   | 5,7   | 11,7   | 0,0   | 51,1     |          |
| Konrad Glas Franz Heilmeier Richard Kuchler      | Sárkányhajó     | 3,0   | 8,0    | (26,0) | 5,7    | 17,0  | 14,0   |       | 47,7     | 4.       |
| Hans-Joachim Berndt Friedrich May Norbert Wagner | Soling          | 18,0  | 11,7   | 26,0   | (28,0) | 8,0   | 13,0   |       | 76,7     | 11.      |

## Vívás
Férfi
| Versenyző                                                                   | Versenyszám       | Selejtező | Selejtező | Selejtező | Selejtező | Negyeddöntő | Negyeddöntő             | Elődöntő | Elődöntő                           | Döntő                             | Döntő                             | Helyezés    |
| Versenyző                                                                   | Versenyszám       | 1. kör | 1. kör    | 2. kör | 2. kör    | Negyeddöntő | Negyeddöntő             | Elődöntő | Elődöntő                           | Döntő                             | Döntő                             | Helyezés    |
| Versenyző                                                                   | Versenyszám       | Ellenfél Eredmény | Hely.     | Ellenfél Eredmény | Hely.     | Ellenfél Eredmény | Hely.                   | Ellenfél Eredmény | Hely.                              | Ellenfél Eredmény                 | Hely.                             | Helyezés    |
| --------------------------------------------------------------------------- | ----------------- | --- | --------- | --- | --------- | --- | ----------------------- | --- | ---------------------------------- | --------------------------------- | --------------------------------- | ----------- |
| Harald Hein                                                                 | Tőr, egyéni       | 3. csoport · Uehara Kijosi (JPN) · 1-5 · Guillermo Saucedo (ARG) · 1-5 · Tănase Mureșanu (ROU) · 4-5 · Kamuti László (HUN) · 5-3 · Ali Sleiman (LIB) · 5-2 · Andréasz Vjenópulosz (GRE) · 4-5 | 5.        | kiesett | kiesett   | kiesett | kiesett                 | kiesett | kiesett                            | kiesett                           | kiesett                           | helyezetlen |
| Klaus Reichert                                                              | Tőr, egyéni       | 4. csoport · Bernard Talvard (FRA) · 5-2 · Arcangelo Pinelli (ITA) · 5-2 · John Bouchier-Hayes (IRL) · 5-0 · Eduardo Jhons (CUB) · 2-5 · Dan Alon (ISR) · 3-5                                 | 2.        | 4. csoport · Kamuti Jenő (HUN) · 4-5 · Christian Noël (FRA) · 1-5 · Anatolij Kotyesev (URS) · 5-3 · Tănase Mureșanu (ROU) · 5-2 · Roland Losert (AUT) · 5-2        | 4.        | 1. csoport · Daniel Revenu (FRA) · 2-5 · Mihai Ţiu (ROU) · 2-5 · Marek Dąbrowski (POL) · 2-5 · Eduardo Jhons (CUB) · 0-5 · Barry Paul (GBR) · 5-0                 | 5.                      | kiesett | kiesett                            | kiesett                           | kiesett                           | helyezetlen |
| Friedrich Wessel                                                            | Tőr, egyéni       | 1. csoport · Kamuti Jenő (HUN) · 5-2 · Vaszil Sztankovics (URS) · 5-4 · Carlos Calderón (MEX) · 5-3 · Ali Alamdari (IRI) · 5-1 · Matthew Chan (HKG) · 5-2                                     | 1.        | 5. csoport · Szabó Sándor (HUN) · 3-5 · Eduardo Jhons (CUB) · 1-5 · Szerizava Icsiró (JPN) · 5-4 · Greg Benko (AUS) · 5-2 · Michael Breckin (GBR) · 3-5            | 4.        | 4. csoport · Nicola Granieri (ITA) · 5-4 · Christian Noël (FRA) · 5-3 · Uehara Kijosi (JPN) · 5-3 · Haukler István (ROU) · 5-3 · Vaszil Sztankovics (URS) · 4-5   | 1.                      | 2. csoport · Christian Noël (FRA) · 3-5 · Vlagyimir Gyenyiszov (URS) · 1-5 · Mihai Ţiu (ROU) · 4-5 · Bernard Talvard (FRA) · 5-1 · Lech Koziejowski (POL) · 5-1 | 4.                                 | kiesett                           | kiesett                           | helyezetlen |
| Reinhold Behr                                                               | Párbajtőr, egyéni | 1. csoport · Hrihorij Krissz (URS) · 3-5 · Daniel Giger (SUI) · 5-0 · Peter Askjær-Friis (DEN) · 5-1 · John Bouchier-Hayes (IRL) · 5-5 · Matthew Chan (HKG) · 5-2                             | 2.        | 1. csoport · Rolf Edling (SWE) · 2-5 · Jacques Ladègaillerie (FRA) · 3-5 · Robert Schiel (LUX) · 4-5 · George Masin (USA) · 5-2                                    | 5.        | kiesett | kiesett                 | kiesett | kiesett                            | kiesett                           | kiesett                           | helyezetlen |
| Hans-Jürgen Hehn                                                            | Párbajtőr, egyéni | 2. csoport · Nicola Granieri (ITA) · 5-1 · Bohdan Gonsior (POL) · 5-2 · Lester Wong (CAN) · 5-3 · Ali Chekr (LIB) · 5-1 · Luis Stephens (MEX) · 4-5                                           | 1.        | 7. csoport · Jacques Brodin (FRA) · 3-5 · Pongrácz Antal (ROU) · 5-3 · Claudio Francesconi (ITA) · 5-3 · Graham Paul (GBR) · 5-2 · Jean-Charles Seneca (MON) · 3-5 | 2.        | 3. csoport · Hrihorij Krissz (URS) · 1-5 · Rolf Edling (SWE) · 4-5 · Kulcsár Győző (HUN) · 3-5 · François Jeanne (FRA) · 5-4 · Morten von Krogh (NOR) · 5-4       | 5.                      | kiesett | kiesett                            | kiesett                           | kiesett                           | helyezetlen |
| Rudi Maier                                                                  | Párbajtőr, egyéni | 4. csoport visszalépett | ‑         | kiesett | kiesett   | kiesett | kiesett                 | kiesett | kiesett                            | kiesett                           | kiesett                           | helyezetlen |
| Walter Convents                                                             | Kard, egyéni      | 4. csoport · Dan Irimiciuc (ROU) · 0-5 · Stoyko Lipchev (BUL) · 5-3 · Richard Oldcorn (GBR) · 5-1 · Guillermo Saucedo (ARG) · 5-3 · Yves Daniel Darricau (LIB) · 5-2                          | 3.        | 2. csoport · Mario Aldo Montano (ITA) · 0-5 · Janusz Majewski (POL) · 4-5 · Manuel Ortíz (CUB) · 5-4 · Guzman Salazar (CUB) · 5-1 · Anani Mikhaylov (BUL) · 5-4    | 3.        | 1. csoport · Vlagyimir Nazlimov (URS) · 2-5 · Boris Stavrev (BUL) · 1-5 · Paul Apostol (USA) · 1-5 · Mario Aldo Montano (ITA) · 1-5 · Alfonso Morales (USA) · 3-5 | 6.                      | kiesett | kiesett                            | kiesett                           | kiesett                           | helyezetlen |
| Knut Höhne                                                                  | Kard, egyéni      | 3. csoport · Viktor Szigyak (URS) · 3-5 · Paul Apostol (USA) · 5-4 · Vicente Calderón (MEX) · 5-4 · Fawzi Merhi (LIB) · 5-3 · John Deanfield (GBR) · 4-5                                      | 2.        | 4. csoport · Pézsa Tibor (HUN) · 4-5 · Philippe Bena (FRA) · 1-5 · Vlagyimir Nazlimov (URS) · 0-5 · Hans Brandstätter (AUT) · 5-3 · Sandor Gombay (SUI) · 5-4      | 4.        | 2. csoport · Kovács Tamás (HUN) · 1-5 · Jerzy Pawłowski (POL) · 3-5 · Régis Bonnissent (FRA) · 4-5 · Manuel Ortíz (CUB) · 1-5 · Rolando Rigoli (ITA) · 3-5        | 6.                      | kiesett | kiesett                            | kiesett                           | kiesett                           | helyezetlen |
| Paul Wischeidt                                                              | Kard, egyéni      | 5. csoport · Kovács Tamás (HUN) · 1-5 · Constantin Nicolae (ROU) · 5-3 · Fernando Lúpiz (ARG) · 5-1 · Richard Cohen (GBR) · 5-3 · Roberto Alva (MEX) · 3-5                                    | 3.        | 3. csoport · Jerzy Pawłowski (POL) · 2-5 · Michele Maffei (ITA) · 0-5 · Richard Oldcorn (GBR) · 5-1 · Fritz Prause (AUT) · 5-2 · Alex Orban (USA) · 4-5            | 3.        | 4. csoport · Michele Maffei (ITA) · 0-5 · Bernard Vallée (FRA) · 2-5 · Dan Irimiciuc (ROU) · 5-2 · Pézsa Tibor (HUN) · 5-3 · Janusz Majewski (POL) · 5-2          | 3.                      | 2. csoport · Viktor Szigyak (URS) · 2-5 · Kovács Tamás (HUN) · 1-5 · Régis Bonnissent (FRA) · 5-0 · Paul Apostol (USA) · 5-2 · Boris Stavrev (BUL) · 3-5        | 5.                                 | kiesett                           | kiesett                           | helyezetlen |
| Harald Hein Klaus Reichert Erk Sens-Gorius Dieter Wellmann Friedrich Wessel | Tőr, csapat       | 1. csoport · Olaszország (ITA) · 12-4 · Lengyelország (POL) · 8-7 | 1.        | |           | Szovjetunió (URS) · 6-9 | Szovjetunió (URS) · 6-9 | 5–6. helyért · Románia (ROU) · 9-3 | 5–6. helyért · Románia (ROU) · 9-3 | Az 5. helyért · Japán (JPN) · 9-7 | Az 5. helyért · Japán (JPN) · 9-7 | 5.          |
| Reinhold Behr Max Geuter Hans-Jürgen Hehn Harald Hein Dieter Jung           | Párbajtőr, csapat | 3. csoport · Magyarország (HUN) · 4-10 · Svédország (SWE) · 8-7 · Dánia (DEN) · 8-4 | 3.        | kiesett | kiesett   | kiesett | kiesett                 | kiesett | kiesett                            | kiesett                           | kiesett                           | helyezetlen |
| Walter Convents Volker Duschner Knut Höhne Dieter Wellmann Paul Wischeidt   | Kard, csapat      | 4. csoport · Svájc (SUI) · 12-4 · Ausztria (AUT) · 8 (57)-8 (57) · Lengyelország (POL) · 5-11                                                                                                 | 2.        | |           | Szovjetunió (URS) · 4-9 | Szovjetunió (URS) · 4-9 | 5–6. helyért · Kuba (CUB) · 6-9 | 5–6. helyért · Kuba (CUB) · 6-9    | kiesett                           | kiesett                           | 7.          |

Női
| Versenyző                                                                             | Versenyszám | Selejtező | Selejtező | Negyeddöntő | Negyeddöntő         | Elődöntő          | Elődöntő | Döntő                                     | Döntő                                     | Helyezés    |
| Versenyző                                                                             | Versenyszám | Ellenfél Eredmény | Hely.     | Ellenfél Eredmény | Hely.               | Ellenfél Eredmény | Hely.    | Ellenfél Eredmény                         | Hely.                                     | Helyezés    |
| ------------------------------------------------------------------------------------- | ----------- | --- | --------- | --- | ------------------- | ----------------- | -------- | ----------------------------------------- | ----------------------------------------- | ----------- |
| Irmela Broniecki                                                                      | Tőr, egyéni | 2. csoport · Rejtő Ildikó (HUN) · 4-3 · Szabó Orbán Olga (ROU) · 4-0 · María Esther García (CUB) · 4-1 · Susan Green (GBR) · 2-4                                        | 1.        | 1. csoport · Marie-Chantal Demaille (FRA) · 0-4 · Kerstin Palm (SWE) · 1-4 · Galina Gorohova (URS) · 2-4 · Max Madsen (DEN) · 4-0 · Szolnoki Mária (HUN) · 4-3 | 4.                  | kiesett           | kiesett  | kiesett                                   | kiesett                                   | helyezetlen |
| Brigitte Oertel                                                                       | Tőr, egyéni | 7. csoport · Halina Balon (POL) · 2-4 · Antonella Ragno-Lonzi (ITA) · 4-3 · Fabienne Regamey (SUI) · 4-2 · Clare Henley-Halsted (GBR) · 4-0 · Ann O'Donnell (USA) · 3-4 | 2.        | 2. csoport · Antonella Ragno-Lonzi (ITA) · 3-4 · Brigitte Gapais-Dumont (FRA) · 2-4 · Jelena Novikova (URS) · 3-4 · Halina Balon (POL) · 4-1                   | 4.                  | kiesett           | kiesett  | kiesett                                   | kiesett                                   | helyezetlen |
| Karin Rutz-Gießelmann                                                                 | Tőr, egyéni | 8. csoport · Jelena Novikova (URS) · 2-4 · Maria Consolata Collino (ITA) · 2-4 · Margarita Rodríguez (CUB) · 4-3 · Madeleine Heitz (SUI) · 4-2                          | 4.        | kiesett | kiesett             | kiesett           | kiesett  | kiesett                                   | kiesett                                   | helyezetlen |
| Erika Bethmann Irmela Broniecki Monika Pulch Karin Rutz-Gießelmann Gudrun Theuerkauff | Tőr, csapat | 2. csoport · Olaszország (ITA) · 8 (46)-8 (47) · Lengyelország (POL) · 8 (48)-8 (42) · Egyesült Államok (USA) · 9-2                                                     | 2.        | Románia (ROU) · 6-8 | Románia (ROU) · 6-8 |                   |          | Az 5. helyért · Franciaország (FRA) · 8-7 | Az 5. helyért · Franciaország (FRA) · 8-7 | 5.          |

## Vízilabda
| Nyugatnémet férfi vízilabdacsapat-játékoskeret                                                      | Nyugatnémet férfi vízilabdacsapat-játékoskeret                             |
| --------------------------------------------------------------------------------------------------- | -------------------------------------------------------------------------- |
| - Hermann Haverkamp - Hans Hoffmeister - Kurt Küpper - Ingulf Nossek - Gerd Olbert - Kurt Schuhmann | - Hans Simon - Jürgen Stiefel - Peter Teicher - Ludger Weeke - Günter Wolf |

### Eredmények
Csoportkör
B csoport
| Csapat             | M | Gy | D | V | G+ | G– | Gk  | P |
| ------------------ | - | -- | - | - | -- | -- | --- | - |
| Magyarország (HUN) | 4 | 3  | 1 | 0 | 22 | 6  | +16 | 7 |
| NSZK (FRG)         | 4 | 2  | 2 | 0 | 21 | 13 | +8  | 6 |
| Hollandia (NED)    | 4 | 2  | 1 | 1 | 14 | 11 | +3  | 5 |
| Ausztrália (AUS)   | 4 | 0  | 1 | 3 | 14 | 27 | –13 | 1 |
| Görögország (GRE)  | 4 | 0  | 1 | 3 | 13 | 27 | –14 | 1 |

| 1972. augusztus 28. 17:00 | NSZK (FRG)           | 3 – 3 | Magyarország (HUN) |  |
| 1972. augusztus 28. 17:00 | (1–0, 0–1, 0–2, 2–0) |       |                    |  |
| 1972. augusztus 28. 17:00 | három játékos 1      |       | három játékos 1    |  |

| 1972. augusztus 29. 10:00 | NSZK (FRG)           | 4 – 4 | Hollandia (NED) |  |
| 1972. augusztus 29. 10:00 | (2–1, 1–0, 0–1, 1–2) |       |                 |  |
| 1972. augusztus 29. 10:00 | Stiefel 2            |       | Buunk 2         |  |

| 1972. augusztus 30. 18:00 | NSZK (FRG)           | 8 – 3 | Görögország (GRE) |  |
| 1972. augusztus 30. 18:00 | (3–1, 3–1, 1–1, 1–0) |       |                   |  |
| 1972. augusztus 30. 18:00 | Nossek 4             |       | három játékos 1   |  |

| 1972. augusztus 31. 14:00 | NSZK (FRG)           | 6 – 3 | Ausztrália (AUS) |  |
| 1972. augusztus 31. 14:00 | (1–1, 2–0, 1–0, 2–2) |       |                  |  |
| 1972. augusztus 31. 14:00 | hat játékos 1        |       | három játékos 1  |  |

Döntő csoportkör
| 1972. szeptember 1. 15:30 | Egyesült Államok (USA) | 4 – 4 | NSZK (FRG) |  |
| 1972. szeptember 1. 15:30 | (3–1, 1–1, 0–0, 0–2)   |       |            |  |
| 1972. szeptember 1. 15:30 | Sheerer 2              |       | Teicher 2  |  |

| 1972. szeptember 2. 15:30 | NSZK (FRG)           | 2 – 4 | Szovjetunió (URS) |  |
| 1972. szeptember 2. 15:30 | (1–1, 1–3, 0–0, 0–0) |       |                   |  |
| 1972. szeptember 2. 15:30 | Stiefel, Nossek 1    |       | Dreval 2          |  |

| 1972. szeptember 3. 14:00 | NSZK (FRG)           | 2 – 2 | Olaszország (ITA)   |  |
| 1972. szeptember 3. 14:00 | (1–2, 0–0, 0–0, 1–0) |       |                     |  |
| 1972. szeptember 3. 14:00 | Wolf, Nossek 1       |       | Pizzo, Lavoratori 1 |  |

| 1972. szeptember 4. 14:00 | Jugoszlávia (YUG)    | 5 – 4 | NSZK (FRG)     |  |
| 1972. szeptember 4. 14:00 | (3–0, 0–1, 1–1, 1–2) |       |                |  |
| 1972. szeptember 4. 14:00 | öt játékos 1         |       | négy játékos 1 |  |

A táblázat tartalmazza a B csoportban lejátszott Nyugat-Németország – Magyarország 3–3-as eredményt.
| Csapat                 | M | Gy | D | V | G+ | G– | Gk | P |
| ---------------------- | - | -- | - | - | -- | -- | -- | - |
| Szovjetunió (URS)      | 5 | 3  | 2 | 0 | 22 | 16 | +6 | 8 |
| Magyarország (HUN)     | 5 | 3  | 2 | 0 | 23 | 18 | +5 | 8 |
| Egyesült Államok (USA) | 5 | 2  | 2 | 1 | 24 | 23 | +1 | 6 |
| NSZK (FRG)             | 5 | 0  | 3 | 2 | 15 | 18 | –3 | 3 |
| Jugoszlávia (YUG)      | 5 | 1  | 1 | 3 | 20 | 24 | –4 | 3 |
| Olaszország (ITA)      | 5 | 0  | 2 | 3 | 21 | 26 | –5 | 2 |

| Csapat     | Helyezés |
| ---------- | -------- |
| NSZK (FRG) | 4.       |